# Собор Святого Марка

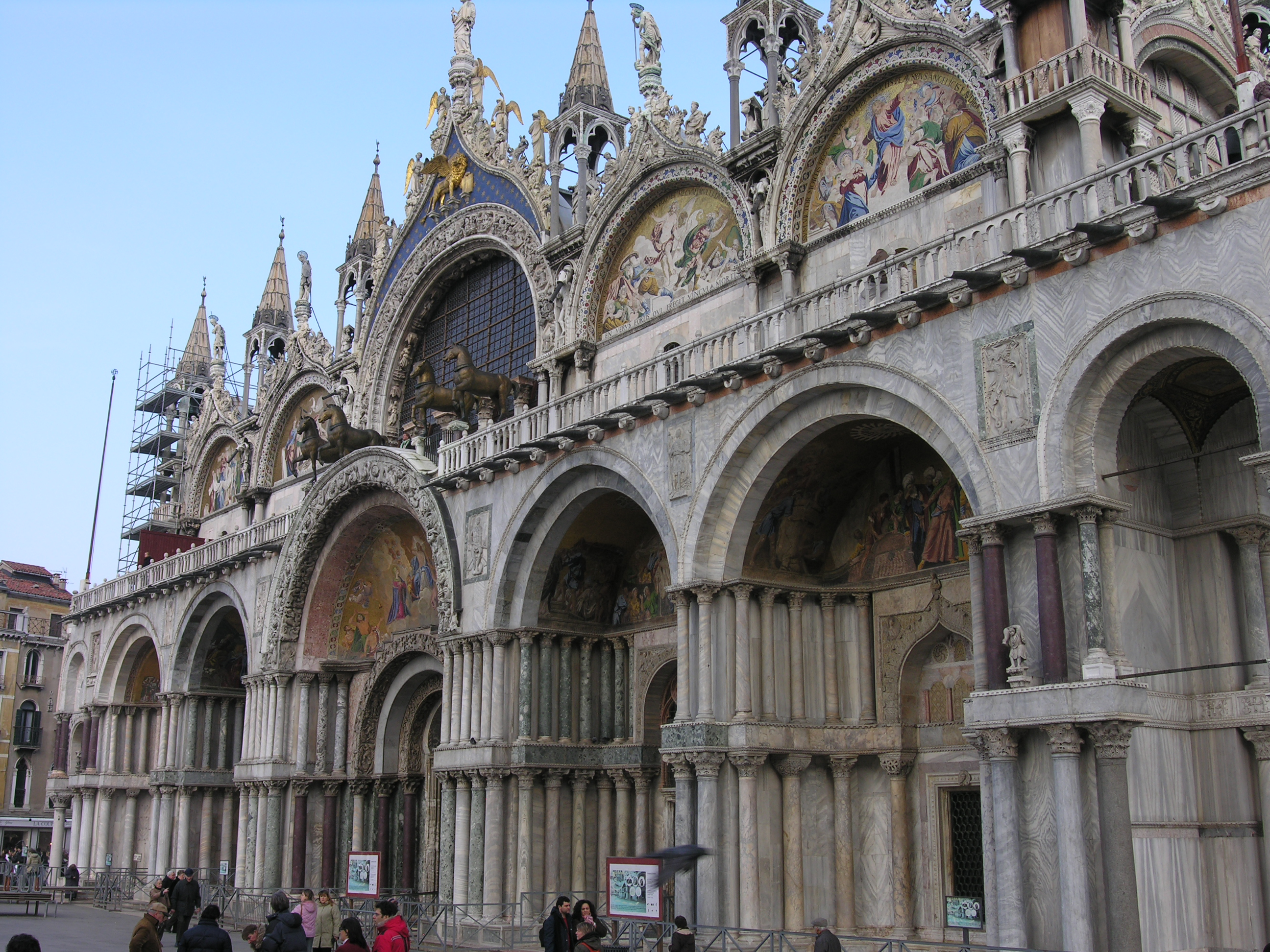
Порталы западного фасада

Собо́р Свято́го Ма́рка (итал. Basilica di San Marco — «базилика Сан-Марко», вен. Baxełega de San Marco) — кафедральная базилика (соответствует статусу соборной церкви) Венеции (до 1807 года — придворная капелла при дворце дожей), представляющий собой редкий пример «венецианско-византийского стиля» (итал. veneto-bizantina), в котором совмещены элементы западноевропейского романского, северо-итальянского готического стилей и влияния восточного, сирийского и византийского искусства. Располагается на площади Святого Марка, рядом с Дворцом дожей. Имеет статус патриархальной базилики (Basilica Cattedrale Patriachale di S. Marco).
Собор, украшенный многочисленными мозаиками, выполненными византийскими, венецианскими и римскими мастерами, является местом хранения мощей Святого апостола Марка и множества ценных предметов искусства, в том числе вывезенных из Константинополя в ходе крестовых походов. В 1987 году собор в числе прочих венецианских памятников культуры вошёл в число объектов Всемирного наследия ЮНЕСКО.

## История храма

### Первая базилика

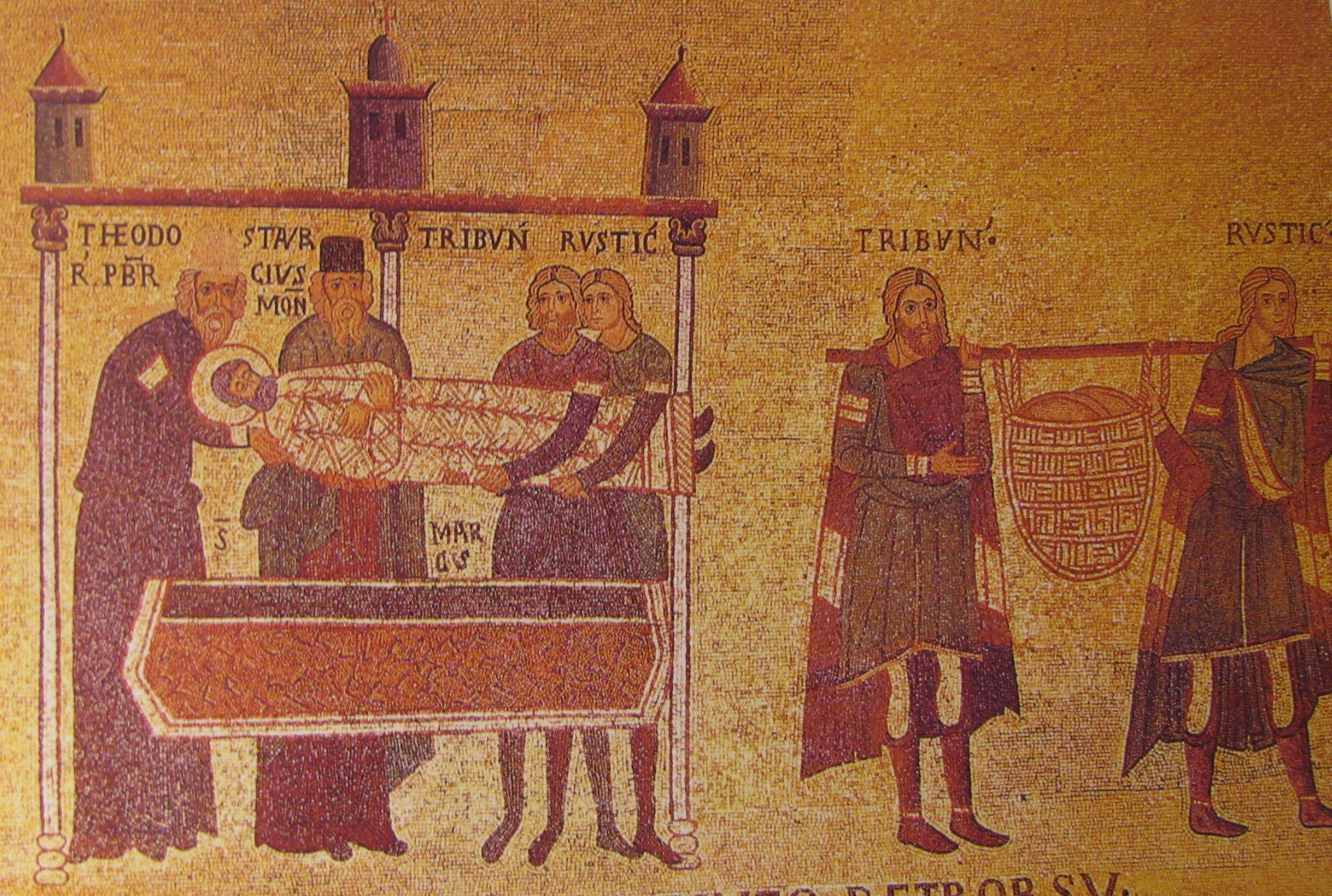
Похищение мощей апостола Марка из Александрии
. Мозаика пресбитерия. XI в.

31 января 829 года из Александрии Египетской в Венецию были привезены мощи Святого апостола Марка. Мощи привезли венецианские купцы Буоно и Рустико, которые в 828 году, прибыв в Александрию, узнали, что мусульмане начали разрушение христианских храмов для возведения мечетей. Предание связывает проповедь христианства в городах Венецианской лагуны с апостолом Марком. Согласно легенде, евангелист, возвращаясь морем из Аквилеи, был застигнут бурей и спасся на одном из островков Венецианской лагуны. Во сне ему явился ангел и сообщил, что здесь он когда-нибудь обретёт вечный покой. Поэтому торговцы решили спасти мощи святого от осквернения и привезти их в свой город.
Чтобы перенести реликвию на корабль, они прибегли к хитрости: «нетленное тело» евангелиста положили в большую корзину и сверху покрыто свиными тушами, к которым не могли прикоснуться сарацины даже при таможенном досмотре (по иной версии спрятали среди мешков с солью). Для большей надёжности корзину укрыли складками паруса одного из судов. Событиям, связанным с перенесением мощей, посвящены мозаики пресбитерия и одной из люнет западного фасада базилики. После перенесения мощей в город апостол Марк заменил святого Феодора в роли небесного покровителя Венеции и, следовательно, обеспечил независимость от Константинополя; символом города стал знак евангелиста — крылатый лев, а девизом — латинская фраза: «Pax Tibi Marce Evangelista Meus» (Мир тебе, Марк, мой Евангелист).
Строительство церкви для хранения мощей апостола было начато дожем Джустиниано Партечипацио в 829 году, а завершено в 832 году его братом дожем Джованни Партечипацио. Поскольку здание первой базилики не сохранилось, то о её облике можно судить лишь по археологическим раскопкам, выполненным в ходе реставрации крипты собора, когда была обнаружена древняя кладка стен. Считается, что церковь была построена в форме латинской базилики типа равеннских (Сан-Витале) и занимала место нынешней крипты. Купол, установленный над её центральной частью, находился над местом захоронения мощей апостола Марка.
Базилика была повреждена пожаром, возникшим в 976 году в ходе дворцового переворота, когда дож Пьетро Кандиано был смещён дожем Пьетро Орсеоло. Пожар, начавшийся во Дворце дожей, перекинулся на северо-западную часть собора и нанёс ей серьёзные повреждения. К концу X века базилика была восстановлена, но исследователи считают, что это была реставрация здания, а не новое строительство.

### Вторая базилика

А. Пелланда. Реконструкция изначального фасада второй базилики. 1888. Акварель

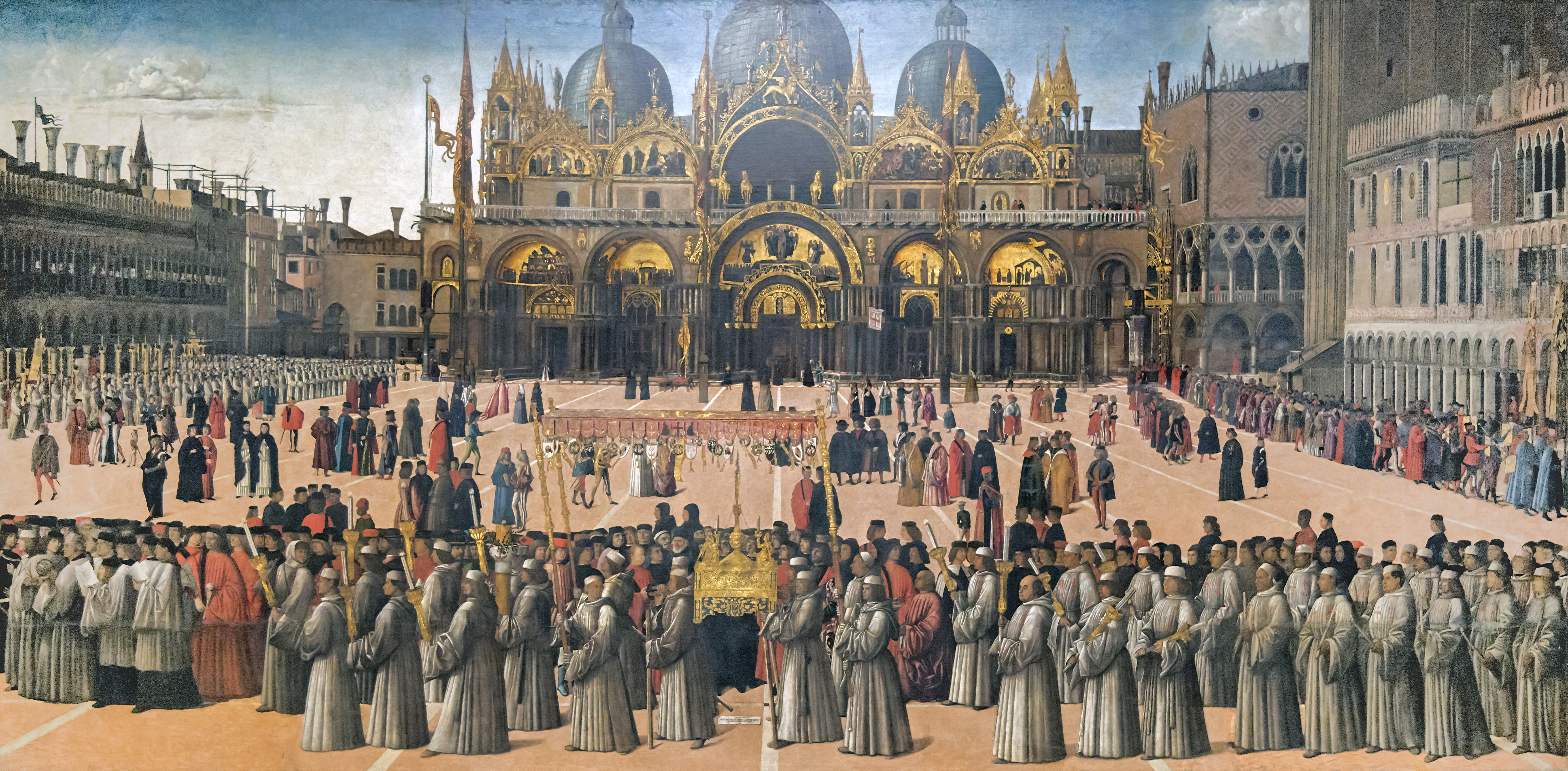
Дж. Беллини. Несение реликвии Истинного Креста на площади Сан-Марко. 1496. Холст, темпера, масло. Галерея Академии, Венеция

Строительство второй базилики было начато в 1063 году при доже Доменико Контарини. Она была задумана как «церковь невиданной красоты и роскоши». Вплоть до XVI века храм называли собором, хотя официально он таковым не являлся. В 1071 году в ещё недостроенной церкви был возведён в должность дожа Доменико Сельво, при котором в 1071—1084 годах был начат первый цикл создания мозаичного убранства базилики. Освящение храма состоялось в 1094 году при доже Витале Фальере, который был захоронен в галерее на месте современного нартекса собора.
На протяжении последующих столетий церковь непрерывно расширяли и украшали. В 1159 году начались работы по облицовке собора мрамором, в XII веке были выполнены мозаики центральных куполов и сводов, в 1343—1354 годах были пристроены баптистерий и капелла Сант-Исидоро-Хиос (Святого Исидора Хиосского), в XV веке — капелла Масколи и сакристия (1486—1493), в 1504—1521 годах капелла Сан-Дзено (Святого Зенона). Внешнее убранство было завершено к концу XV века, о чём свидетельствует его изображение на картине Джентиле Беллини «Несение реликвии Истинного Креста на площади Сан-Марко» (1493). Титул «первого руководителя работ» (diretti dal proto) в разное время носили такие архитекторы, как Якопо Сансовино и Бальдассаре Лонгена.
Множество древних реликвий попали в храм после разграбления крестоносцами Константинополя в 1204 году. К ним относятся квадрига на западном фасаде, «золотой алтарь» византийской работы, образ «Мадонны Никопеи».
Базилика играла важную роль в истории Венецианской республики. По сложившейся традиции глава республики перед торжественным провозглашением дожем должен был предстать перед горожанами в «перголе», правой кафедре, специально устроенной для этой цели в храме. Несмотря на то, что базилика до 1807 года была лишь дворцовой капеллой, в ней проходили крупные официальные церемонии: благословение войска перед войной, в том числе перед Четвёртым крестовым походом, демонстрация захваченных у врагов знамён. В базилике состоялась покаянная встреча Фридриха Барбароссы с папой Александром III. В церкви получали знаки своих полномочий флотоводцы и кондотьеры, здесь же собирались граждане во время военных угроз и стихийных бедствий.

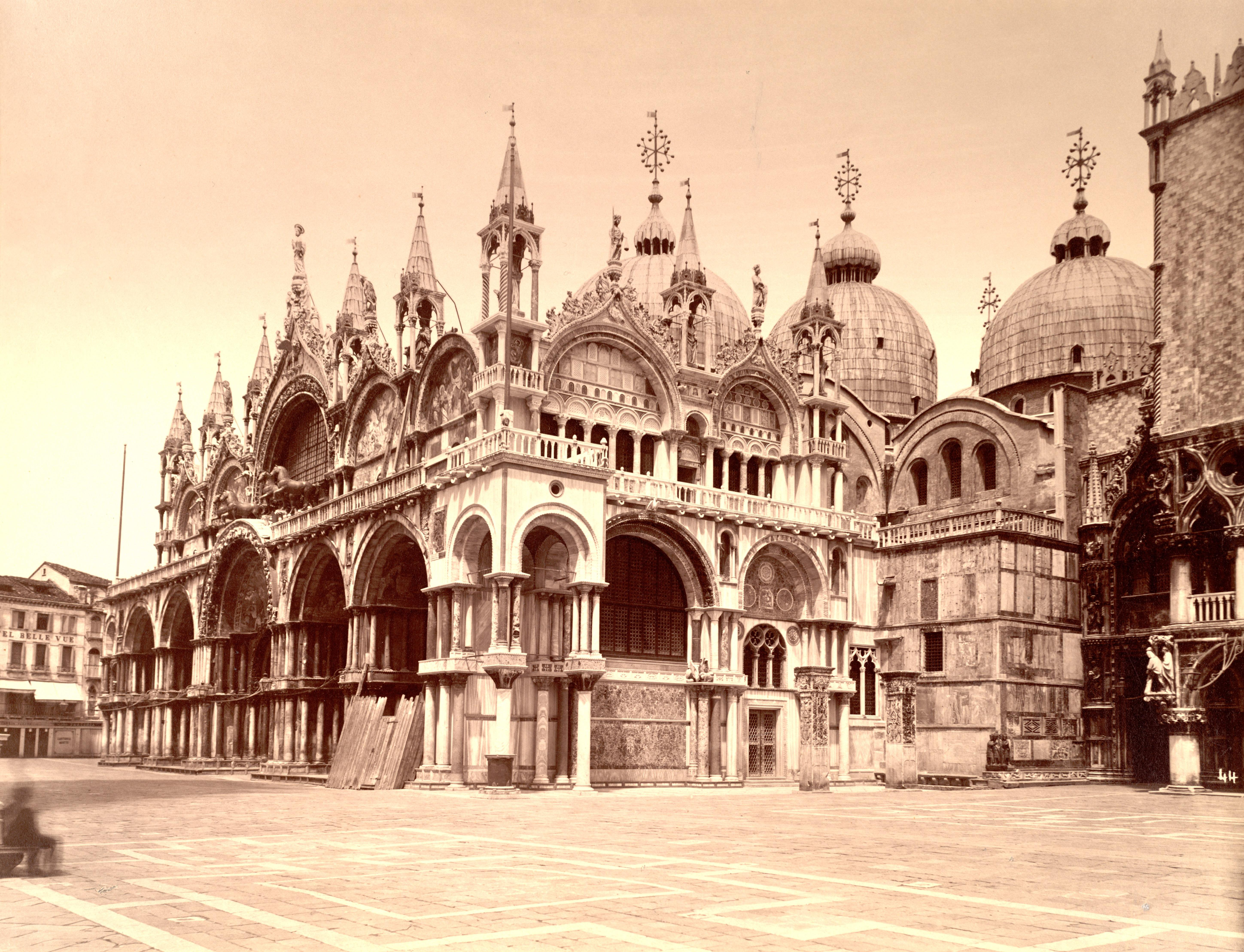
Базилика Святого Марка. Вид с юга. Фотография К. Найя. 1876

Базилика находилась в юрисдикции венецианских дожей и имела собственный причт, независимый от местного епископа. В 1807 году по приказу Наполеона Бонапарта в базилику Сан-Марко из церкви Сан-Пьетро ди Кастело была перенесена кафедра патриарха Венеции (титул принадлежит епископу Венеции с 1451 года), после чего храм стал кафедральной церковью Венеции.
В настоящее время базилика Сан-Марко является действующим храмом. Будничные богослужения проводятся в капелле святого Исидора Хиосского. Кроме мощей апостола Марка среди реликвий базилики выделяется глава апостола Иакова Младшего, мощи мученика Исидора Хиосского и образ «Мадонны Никопеи» (Победоносной), что делает её крупным центром христианского паломничества.

## Архитектура

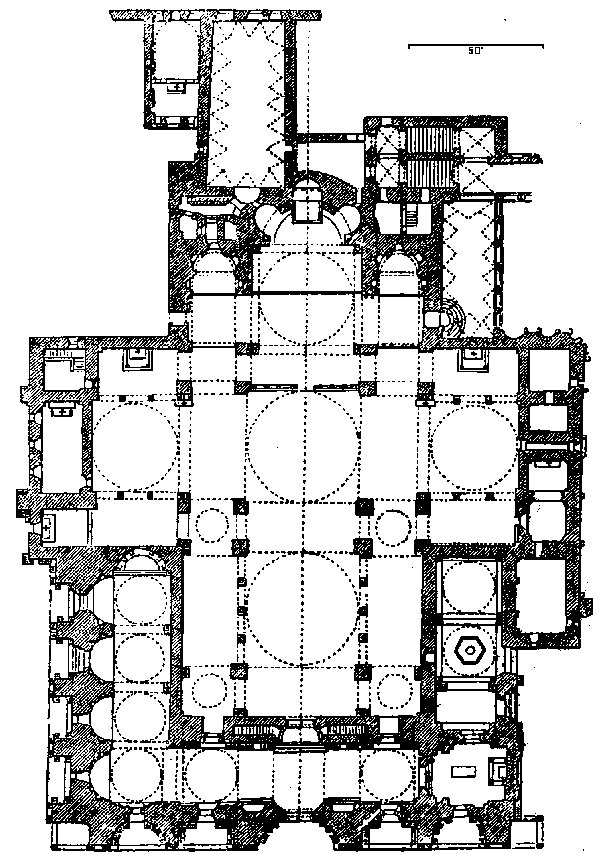
План базилики

### Композиция храма
Размеры базилики составляют 76,5 (длина вместе с алтарной частью) на 62,5 метров. Высота базилики (по центральному куполу) составляет 43 метра. Храм имеет сложную композицию, совмещающую черты центрического и базиликального планов. Он распланирован по схеме греческого креста, относится к византийскому типу крестово-купольной базилики и, как принято считать, построен по образу константинопольской церкви Святых Апостолов, но не является её точным повторением. Храм имеет слегка вытянутый план по оси запад-восток и с трёх сторон обнесён галереями (со временем их сделали двухэтажными). Западная галерея образует нартекс, южная — баптистерий. Верхний этаж обходных галерей образует открытую площадку, огороженную балюстрадой. Кровля выложена большими плитами белого мрамора.
Длительное строительство храма оказало влияние на его архитектурный стиль. Построенный как классическая греческая базилика с суровым романским фасадом, собор за годы перестроек приобрёл свой сложный, комплиментарный образ, в котором смешались различные стили. Это объясняется также тем, что в его убранстве использованы привезённые в различное время в Венецию восточные мраморы, колонны различных ордеров, греческие и романские барельефы, византийские и итальянские скульптуры, готические капители. Все это было соединено мастерами в сложной архитектонике собора «венецианско-византийского стиля».

Я не знаю, существует ли ещё в мире собор, на который можно было бы поставить четырёх бронзовых коней без риска не только испортить художественное впечатление, но и профанировать здание. Не таков собор св. Марка. Фантастическое смешение всех настроений и вкусов, всех стилей и эпох... Это здание своего рода unicum, неповторимая индивидуальность в мире церквей. Его стиль считается византийским, но, мне кажется, это верно только до известной степени: из массы влияний, создавших собор, византийское было преобладающим. Ему принадлежит общий очерк здания, купола, мозаики. Но готические башенки главного фасада, готические стрелы, сплетённые из статуй, античный лес разноцветных колонн, восточная пестрота и позолота, наконец, широкая терраса вокруг куполов — какой стиль образует все это вместе взятое, если не стиль венецианского св. Марка, у которого нет ни предков, ни подражаний.
— П. Н. Перцов. Венеция. 1905

### Интерьер

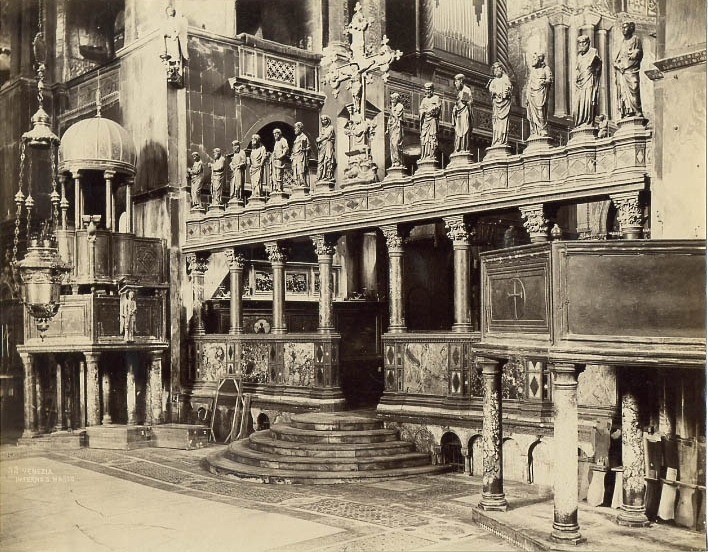
Византийский темплон (алтарная преграда) в интерьере храма

За исключением алтарной части, заканчивающейся апсидой, рукава креста разделены аркадами на три нефа, хоры (второй этаж боковых нефов) отсутствуют. Алтарную часть от средокрестия отделяет темплон (алтарная преграда) — редкий пример сохранившихся алтарных преград ранневизантийского типа. В византийских, раннехристианских и романских храмах алтарную часть отделяли от нефа и пресбитерия невыской мраморной преградой — стенкой с колонками, несущими горизонтальную балку — архитрав, или эпистиль. Темплон создан в 1394 году мастерами Пьетро Паоло и Якобелло Далле Мазенье из цветного мрамора и увенчан большим крестом, по сторонам от которого установлены четырнадцать статуй: двенадцать апостолов, Дева Мария и апостол Марк.
Мощи Святого Марка, согласно преданию, в опасное в военном отношении время и в период строительства храма, были спрятаны в одной из опор старого Дворца дожей. Они были «повторно обретены» в 1094 году и ныне покоятся под главным алтарём. В алтарной части установлен киворий (V век), под которым находится главный алтарь храма Он высечен из цельного куска зелёного восточного мрамора и поддерживается четырьмя колоннами из известкового алебастра (XIII век). На каждой колонне в девять рядов расположены рельефы с историей Девы Марии и Иисуса, в которых нашли своё отражение, помимо канонических, апокрифические истории. Наиболее примечателен рельеф на одной из колонн кивория с изображением Распятия без креста. В раннехристианском искусстве VI—VIII веков крест как орудие позорной казни не изображали. Подобную иконографию мы встречаем на рельефе церкви Санта-Сабина (430—432), на «Пасхальном канделябре» в церкви Сан-Паоло-фуори-ле-Мура в Риме, на рельефе боковой стенки саркофага в Мавзолее Галлы Плацидии в Равенне.

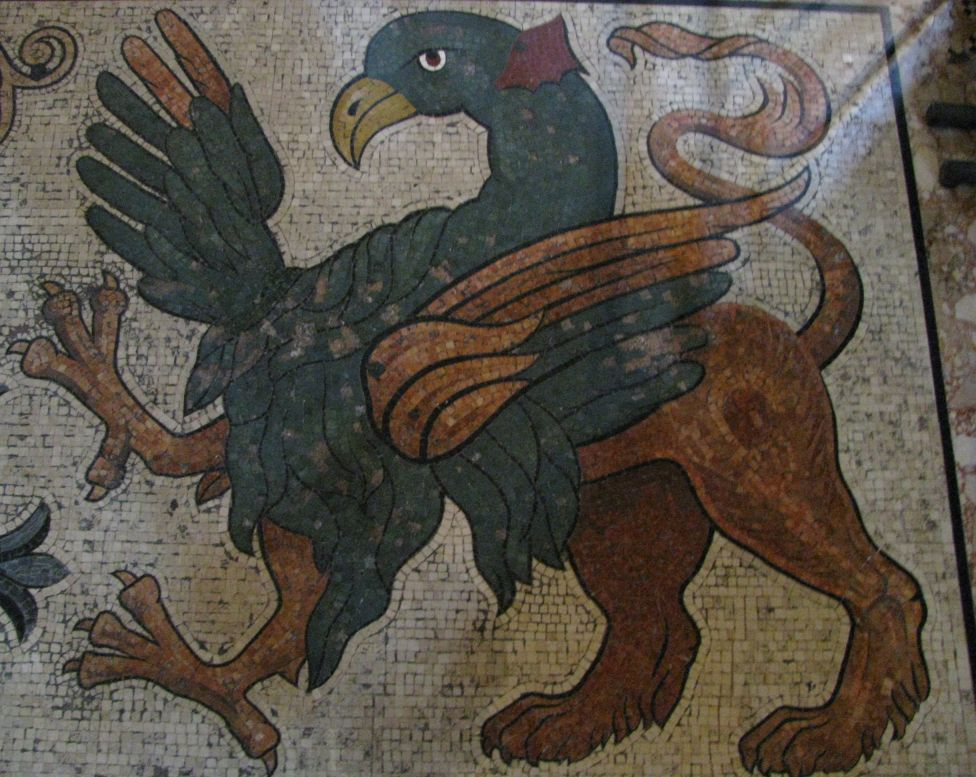
Грифон. Деталь наборного пола базилики

Наборный мраморный пол базилики создан в XII веке и гармонирует с наружным и внутренним мраморным убранством собора. Он выполнен из плит полихромного мрамора со вставками мозаичных изображений (созданы в период до XV века) из маленьких кусочков мрамора различной формы и размера (техника «opus sectile»). Среди мозаик пола присутствуют как геометрический орнамент (круги, квадраты, восьмиугольники), так и изображения животных, растительный орнамент. Часть орнаментов были созданы в 1425 году флорентийским художником Паоло Уччелло.
Собор имеет отдельно стоящую шатровую Кампанилу (колокольню) высотой около 100 метров. Она была построена в 1514 году и кроме церковных функций служила также маяком для кораблей, входивших в лагуну. Колокольня полностью обрушилась от землетрясения в 1902 году, но была восстановлена в прежнем виде в 1912 году.

### Фасады
Изначально внешний облик собора соответствовал суровым канонам романского стиля. Более роскошная мраморная облицовка фасада собора была выполнена в XIII веке. Идея более пышного убранства фасада возникла после четвёртого крестового похода, когда в Венецию были вывезены колонны и капители из константинопольских дворцов и храмов.
- Главный фасад (западный)

Облицован мраморными плитами, украшен колоннами, увенчанными капителями коринфского ордера. Имеет пять входов, оформленных в виде порталов с колоннами в два яруса. Архивольты центрального портала украшены композициями с аллегорическими образами искусств и ремёсел. Арки порталов и расположенных над ними люнет украшены мозаикой. Люнеты украшены готическим венцом, выполненным в XIV—XV веках тосканскими мастерами. Между арками венца, украшенными растительным орнаментом, установлены башенки с фигурами святых. В крайних башнях фасада изображена сцена Благовещения (архангел Гавриил в крайней левой башенке, Дева Мария — в крайней правой). Между ними в четырёх башенках установлены фигуры евангелистов с их символами.
| Западный фасад | Западный фасад                                                                      | Западный фасад | Западный фасад                                                                      | Западный фасад |
| Мозаики люнет (выполнены в 1617—1618 годах Луиджи Гаэтано по эскизам Маффео Вероны) | Мозаики люнет (выполнены в 1617—1618 годах Луиджи Гаэтано по эскизам Маффео Вероны) | Мозаики люнет (выполнены в 1617—1618 годах Луиджи Гаэтано по эскизам Маффео Вероны)                                | Мозаики люнет (выполнены в 1617—1618 годах Луиджи Гаэтано по эскизам Маффео Вероны) | Мозаики люнет (выполнены в 1617—1618 годах Луиджи Гаэтано по эскизам Маффео Вероны) |
| --- | ----------------------------------------------------------------------------------- | --- | ----------------------------------------------------------------------------------- | --- |
| |                                                                                     | |                                                                                     | |
| «Снятие с креста» | «Сошествие Иисуса Христа во ад»                                                     | Витраж и лоджия с квадригой                                                                                        | «Воскресение Христово»                                                              | «Вознесение Христово» |
| Мозаики люнет порталов |                                                                                     | |                                                                                     | |
| |                                                                                     | |                                                                                     | |
| «Процессия переноса мощей святого Марка в собор» | «Дож и венецианская сеньория встречают тело святого Марка»                          | «Явление Христа Судии»                                                                                             | «Прибытие мощей апостола Марка в Венецию»                                           | «Перенесение тела святого Марка на корабль» |
| Старейшая из мозаик фасада XIII века воссоздана в XIX А. Сальвиати. Изображает «Перенесение тела Святого Марка» после окончания строительства современной базилики. В ходе длительного строительства церкви мощи были спрятаны дожем и настоятелем собора во избежание их похищения. Тайник был утерян, а затем чудом открыт в пилястре базилики. | Мозаика Леопольда даль Поццо по картону художника Себастьяна Риччи, 1728—1729 годы. | Самая поздняя из мозаик собора, выполнена в 1836—1838 годы Либорио Саландри по картону художника Латтанцио Кверены | Неизвестный мозаичист по картону художника Пьетро делла Веккья, 1660 год.           | Неизвестный мозаичист по картону художника Пьетро делла Веккья, 1660 год. Изображён досмотр сарацинами судна венецианских купцов в Александрии, для предотвращения обнаружения мощей венецианцы положили их в корзины и закрыли свиными тушами. |

Несмотря на то, что большинство существующих мозаик фасада были созданы в XVII—XVIII веках, общий архитектурный замысел мозаичного убранства фасада был выполнен в XV веке, что подтверждает картина Джентиле Беллини «Процессия реликвии Святого Креста на площади Сан Марко» (1493 год). Все «новые» мозаики повторяют старинную иконографию в соответствии с распоряжениями Верховных Прокураторов Сан-Марко, которые в случае переделки утраченной или разрушенной мозаики поручали воспроизвести её сюжет в соответствии с древним образцом и сделать пояснительную надпись.
Бронзовые двери собора (за исключением центральной) были созданы в XII—XIV веках. Их автор, венецианский ювелир Бертуччо, в 1300 году оставил на одной из них надпись, что при работе над ними он руководствовался образцом дверей центрального портала. Двери центрального портала датируются VI веком и были, как многие другие элементы фасада, привезены в Венецию из Константинополя. Створки выполнены из поперечных бронзовых пластин, которые украшены 34 рядами арочек, расположенных в форме павлиньего хвоста.
Между арками входных порталов, под расположенной выше лоджией, установлены византийские плиты с парными барельефами, симметрично расположенные по отношению к главному порталу. Цикл начинается с изображений двух святых воинов — Димитрия Солунского и Георгия Победоносца. Затем следуют изображения Богородицы и архангела Гавриила в сцене Благовещения. Замыкает цикл два изображения подвигов Геракла: укрощение Эриманфского вепря (плита византийского происхождения эпохи Феодосия) и убийство Лернейской гидры (плита венецианской работы, XIII век).
- Южный фасад

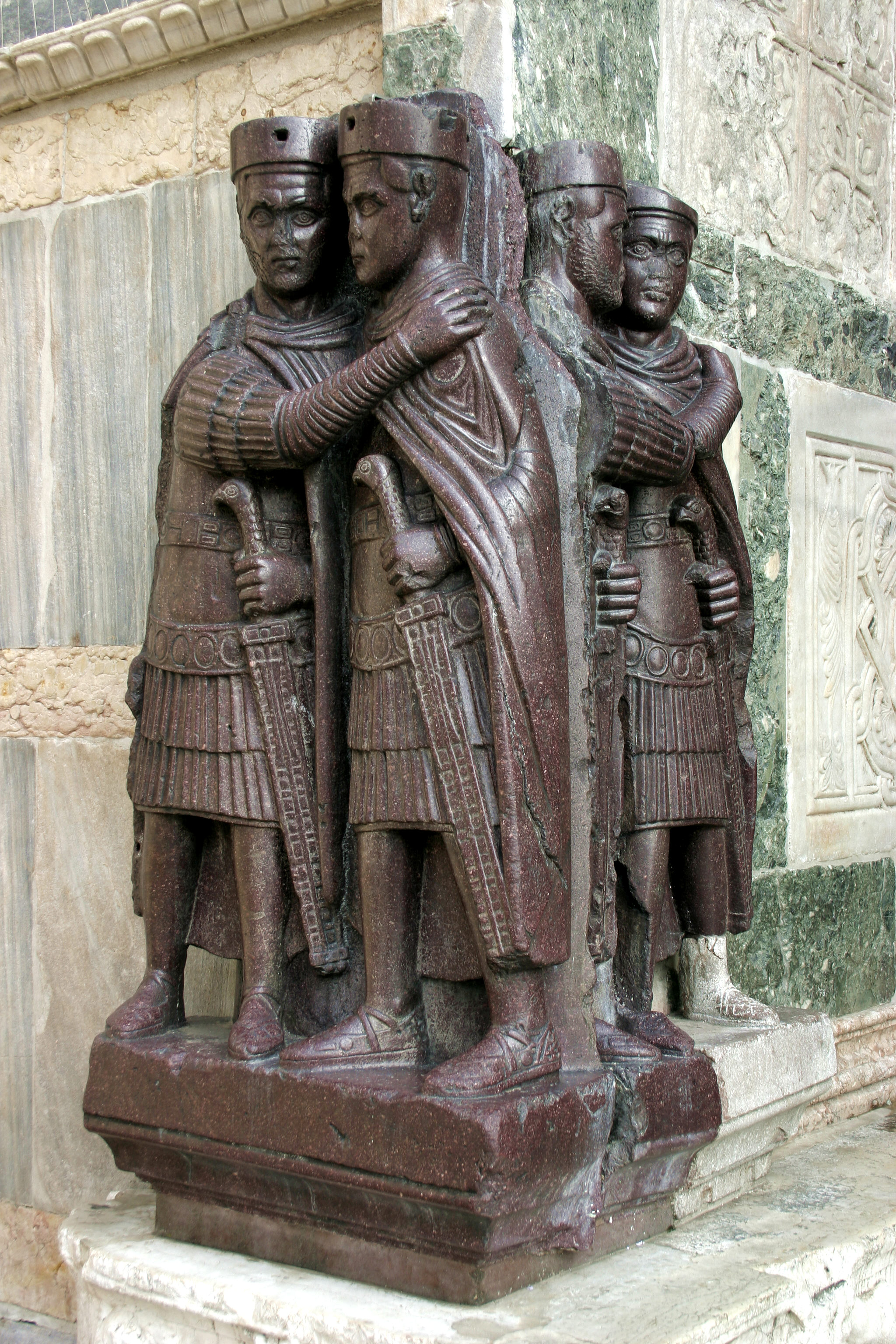
Порфировые тетрархи

Выходит на пьяцетту и Дворец дожей. Фасад облицован мрамором, украшен мозаикой и статуями святых. Наиболее известен образ святого Христофора, который также повторяется в виде скульптуры на северном фасаде и мозаики в нартексе. Размещение изображения Христофора на южном фасаде, обращённом к морю и видимом с воды, объясняется древним поверием, что того, кто посмотрит на образ этого святого, в этот день не коснётся никакое зло. Под изображением Христофора находится единственный вход в собор со стороны моря. Он украшен полукруглым тимпаном с рельефами пророков (XIII век).
Южный фасад украшают многочисленные декоративные элементы, вывезенные из Константинополя. Наибольший интерес представляет скульптура четырёх тетрархов, выполненная из порфира. Тетрархи установлены на углу сокровищницы, рядом с ним находятся акританские пилястры.
- Северный фасад

Украшен мраморной инкрустацией различного происхождения. Фасад имеет единственный вход, ведущий в нартекс собора. Он выполнен в форме портала и украшен скульптурным изображением Рождества Христова, созданными венецианскими мастерами в XIII веке в соответствии с византийскими канонами. Из-за использования в декоре портала растительного орнамента вход получил название Порта деи Фьори («врата цветов»).

#### Квадрига святого Марка

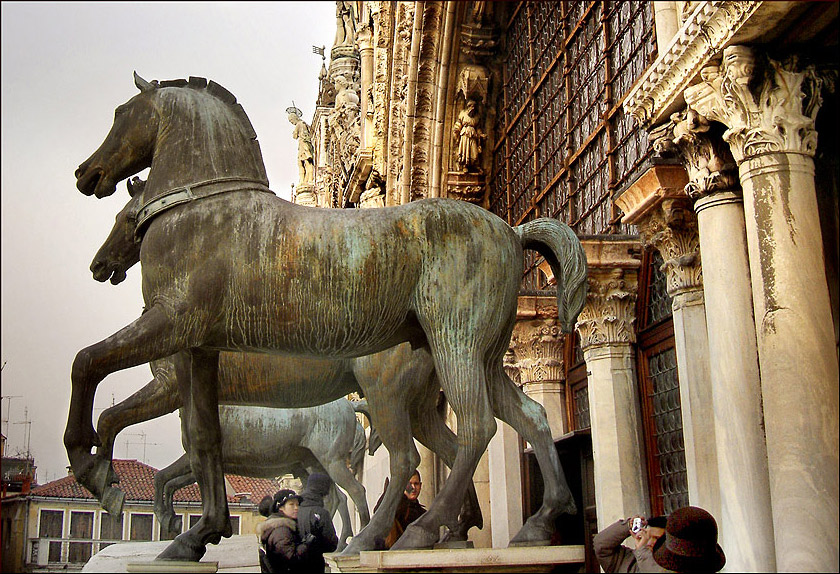
Квадрига святого Марка

Квадрига святого Марка — квадрига из позолоченной бронзы, установленная на верхней галерее главного фасада собора. Является единственным сохранившимся образцом многофигурной конской античной скульптуры. Создание квадриги приписывают скульптору Лисиппу и датируют IV веком до н. э.
Квадрига украшала константинопольский ипподром и была вывезена в Венецию в 1204 году в ходе Четвёртого крестового похода дожем Энрико Дандоло после разграбления крестоносцами Константинополя. Квадрига была установлена на лоджии базилики Сан-Марко в период правления дожа Реньеро Зено (1252—1268 годы). В ходе проводившейся в 1970-е годы реставрации собора было принято решение заменить квадригу на лоджии собора копией. В 1982 году оригинал квадриги был помещён в музей базилики, расположенный в верхних помещениях нартекса собора.

### Купола

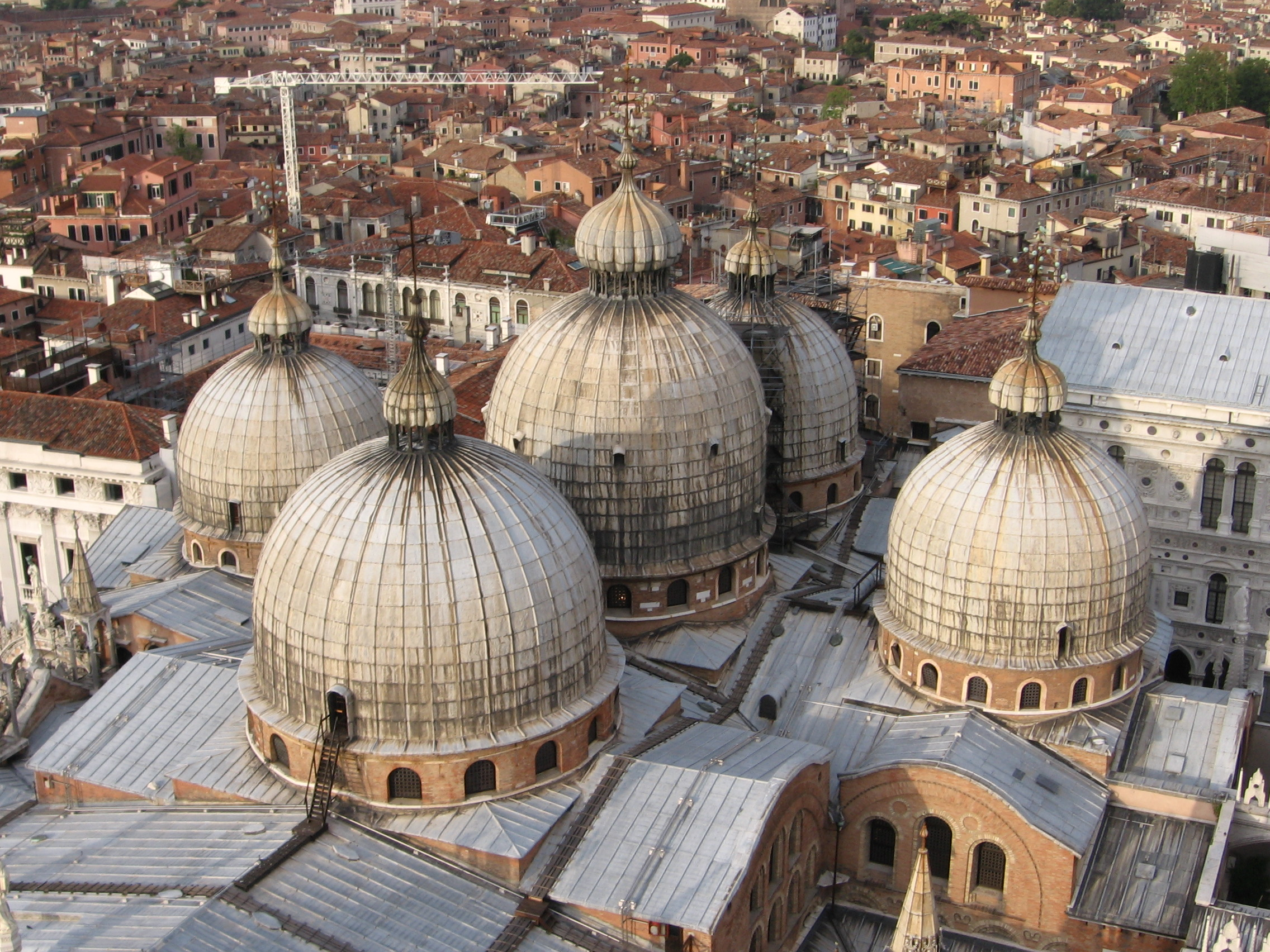
Купола собора

Собор, построенный в форме греческого креста, имеет пять куполов: четыре над ветвями креста и центральный над средокрестием. Купола были созданы в XIII веке во время правления дожа Себастиано Дзиани. На их архитектуру оказали влияние восточные церкви и мечети, знакомые венецианским купцам и участникам крестовых походов.
Купола выложены из кирпича и установлены на невысоких барабанах с окнами по периметру, снаружи их покрывает деревянный каркас, облицованный свинцовыми пластинами. Каждый из куполов собора увенчан маковкой, на которой закреплён крест, обращённый в направлении четырёх сторон света, увенчанный позолоченным шаром. Диаметр центрального купола составляет 13 метров и возвышается над полом базилики на 28,15 метров.

### Крипта
Помещение крипты расположено под пресбитерием и боковыми капеллами апостола Петра и святого Климента. В крипте сохранилась часть архитектурных элементов, относящихся к первой базилике. Они были обнаружены в ходе реставрационных работ второй половины XX века. В центре крипты расположена капелла, украшенная ажурной мраморной плитой византийской работы. Под ней до 1835 года находились мощи апостола Марка, пока не были перенесены в главный алтарь собора.

## Внутреннее убранство

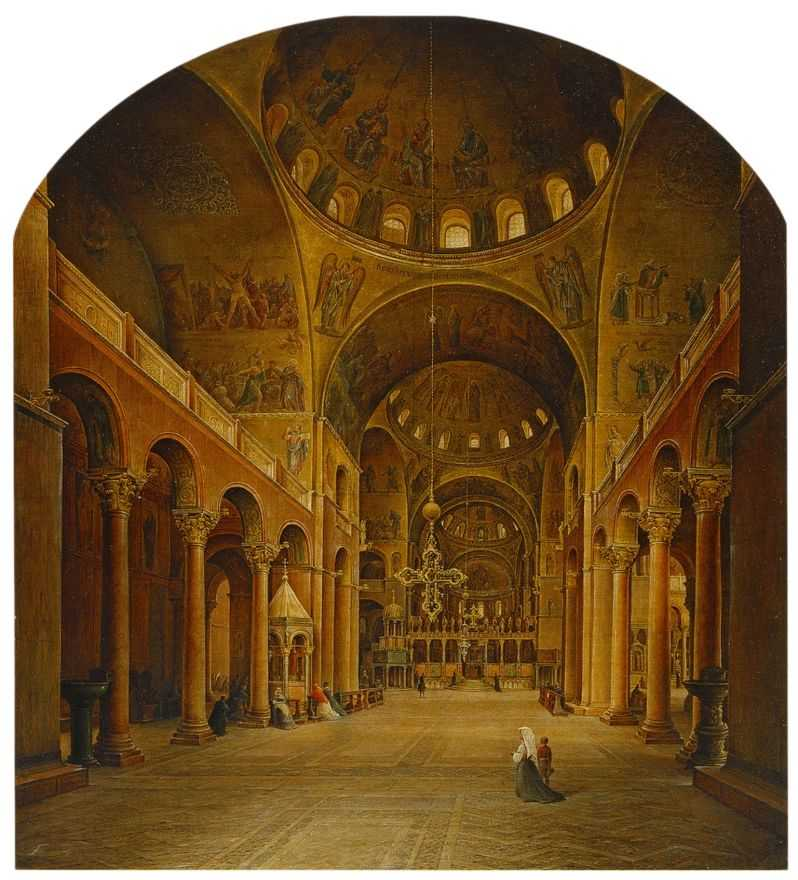
Г. Г. Чернецов и Н. Г. Чернецов. Внутренний вид собора Святого Марка. 1846. Холст, масло, золото. Государственная Третьяковская галерея, Москва

Своды, купола и верхний уровень стен собора покрыты мозаичными изображениями общей площадью около 4000 м². Создание мозаичного убранства базилики было начато в 1071 году (мозаики апсиды) и продолжалось более двухсот лет (мозаики нартекса были закончены в 1280 году). Мозаичный цикл базилики Святого Марка является одним из наиболее выдающихся образцов мозаичного искусства.
Ранние мозаики создавались безымянными мастерами, следовавшими исключительно традиции иконописного канона. В XI веке для создания мозаик привлекались византийские мастера, позднее работу стали выполнять венецианские мозаичисты. В последующие века при обновлении и реконструкции мозаик картоны, по которым выкладывались композиции, создавали Якопо Беллини, Паоло Уччелло, Мантенья, Тициан и Тинторетто. В качестве материала для мозаик использовали смальту, изготовленную на острове Мурано. Для мозаик с учётом скудного освещения интерьера использовали золотой фон из смальты с «подложкой» из золотой фольги на оборотной стороне стеклянных тессер (кубиков прозрачной смальты). Причём мелкий размер тессер позволял выкладывать мозаикой сплошную поверхность стен и сводов, включая различные закругления и обрамления.
Мозаики изображают сюжеты историй Ветхого и Нового Заветов, сцены из жития Богородицы, апостола Марка, Иоанна Крестителя и святого Исидора Хиосского. Английский теоретик искусства Джон Рёскин писал: «Ни один город не имел столь прославленной Библии. Храм-книга, сверкающий издалека подобно Вифлеемской звезде».

### Мозаики нартекса
Нартекс был пристроен к собору в конце XII—XIII веках и украшен мозаикой работы венецианских мастеров-мозаичистов. Мозаичный цикл посвящён ветхозаветным сюжетам и имеет цель показать через них значение пришествия Иисуса Христа в деле спасения человечества. Образцом для ряда ветхозаветных композиций послужили миниатюры находившейся в Венеции ранневизантийской рукописи Книги Бытия, впоследствии известной как Коттоновский Генезис (VI век). Мозаикой покрыты малые купола, своды и люнеты нартекса, сюжет распадается на следующие группы:
- Купол сотворения мира

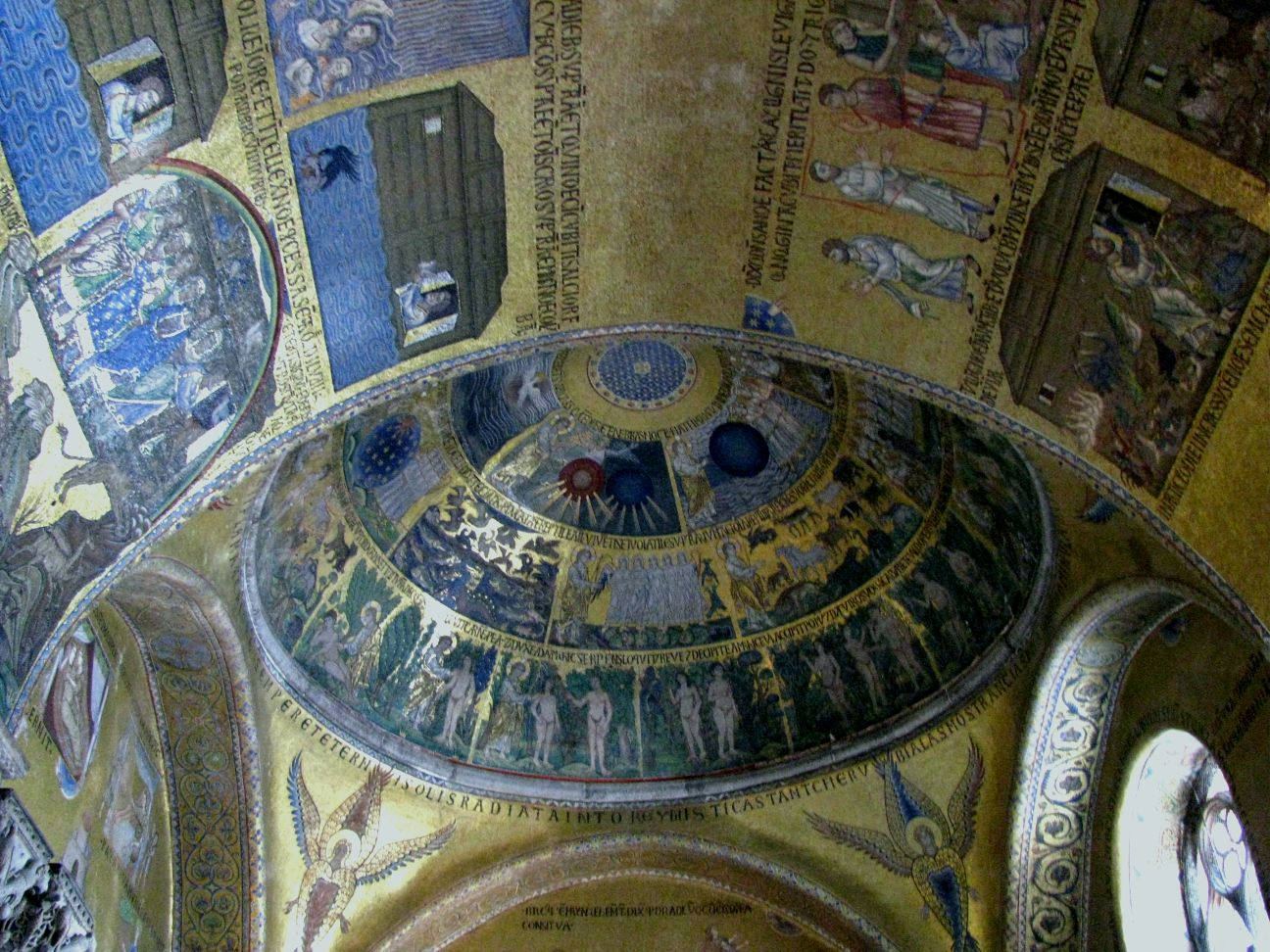
Купол сотворения мира и мозаики арок

Купол разделён на три круговые полосы, расположенные вокруг центральной композиции из золотых чешуек. Содержит 26 сцен, посвящённых первым главам книги Бытия, и сопровождается текстом на латыни: «В начале сотворил Бог небо и землю. Дух Божий носился над водою» (Быт. 1:1-2).
Каждому из шести дней сотворения посвящена отдельная сцена, на которой, согласно восточной иконографии, фигура Создателя изображена в образе юноши-Христа с крестчатым нимбом и высоким крестом в руке. На всех сценах Создателя сопровождает фигура ангела, символизирующего каждый день творения. Интересна сцена благословения седьмого дня, на которой Бог, восседающий на престоле в окружении небесной свиты, благословляет ангела, символизирующего субботу. Следующие сцены купола посвящены истории создания Адама и Евы, их грехопадению и изгнанию из рая. На сцене изгнания из рая, на заднем плане среди райских кущей изображён крест, как символ предстоящего спасения.
- Люнеты дверей

На люнетах и арках дверей, ведущих в собор, мозаичный цикл повествует о рождении детей прародителей, об убийстве Каином Авеля и гибели человечества во время великого потопа и спасении праведного Ноя. Далее следует сцена строительства Вавилонской башни, изображающей ей на фоне средневекового города, окружённого зубчатой стеной, в котором каменщики следуют указаниям, помещённого в центр композиции начальника. Рядом помещено изображения библейского смешения языков где Бог, стоя перед незаконченной башней, разделяет по сторонам света людей. Далее следуют сцены из жизни Авраама, где присутствует сюжет его беседы с Богом, изображённым в виде руки, появляющейся из полоски неба.
- Купола Иосифа

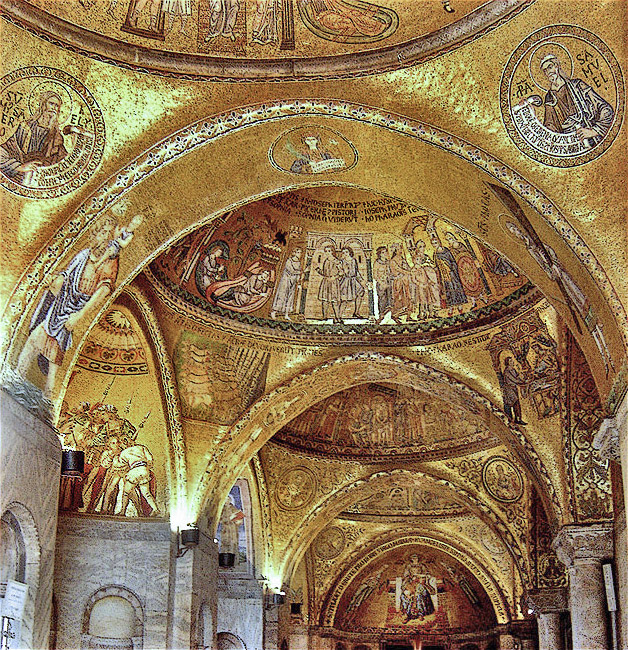
Купола Иосифа

Истории Иосифа Прекрасного посвящены три малых купола северной части нартекса. В них подробно изображена данная библейская история (29 сцен), сопровождающаяся соответствующими цитатами из Ветхого Завета (написаны на латыни в форме сокращений). На ряде сцен египетские постройки (дома, зернохранилища) изображены в форме пирамид. В парусах куполов присутствуют изображения ветхозаветных пророков, держащих в руках свитки с их пророчествами о пришествии Иисуса Христа.
- Купол Моисея

Содержит восемь базовых сцен из жизни пророка Моисея, начиная от его спасения в водах Нила и заканчивая исходом евреев из Египта. Сцены не отделяются друг от друга золотым фоном, как на остальных мозаиках, а следуют одна за другой в обрамлении стилизованных пейзажей и архитектуры.
- Входной портал

Вокруг портала в четырёх нишах помещены мозаичные изображения четырёх евангелистов. Их создание относится к концу XI века, то есть к периоду до постройки нартекса, когда портал служил входом в собор со стороны площади. Мозаики содержат греческие рифмованные надписи, обращённые к каждому евангелисту (например, «Души коварной отрази удар, святой Матфей», «Где в вечности остался ты — нас, чистый Иоанн, туда веди»). В большой полукруглой нише, расположенной над порталом, помещена величественное мозаичное изображение апостола Марка, созданное в 1545 году братьями Дзуккато, по картону, приписываемому Тициану. Рядом помещена молитва, обращённая к святому: «О Марк, отпусти грехи тех, которые, сложив руки, взывают к тебе, твоим заступничеством и милосердием Божьим, да будут они спасены».

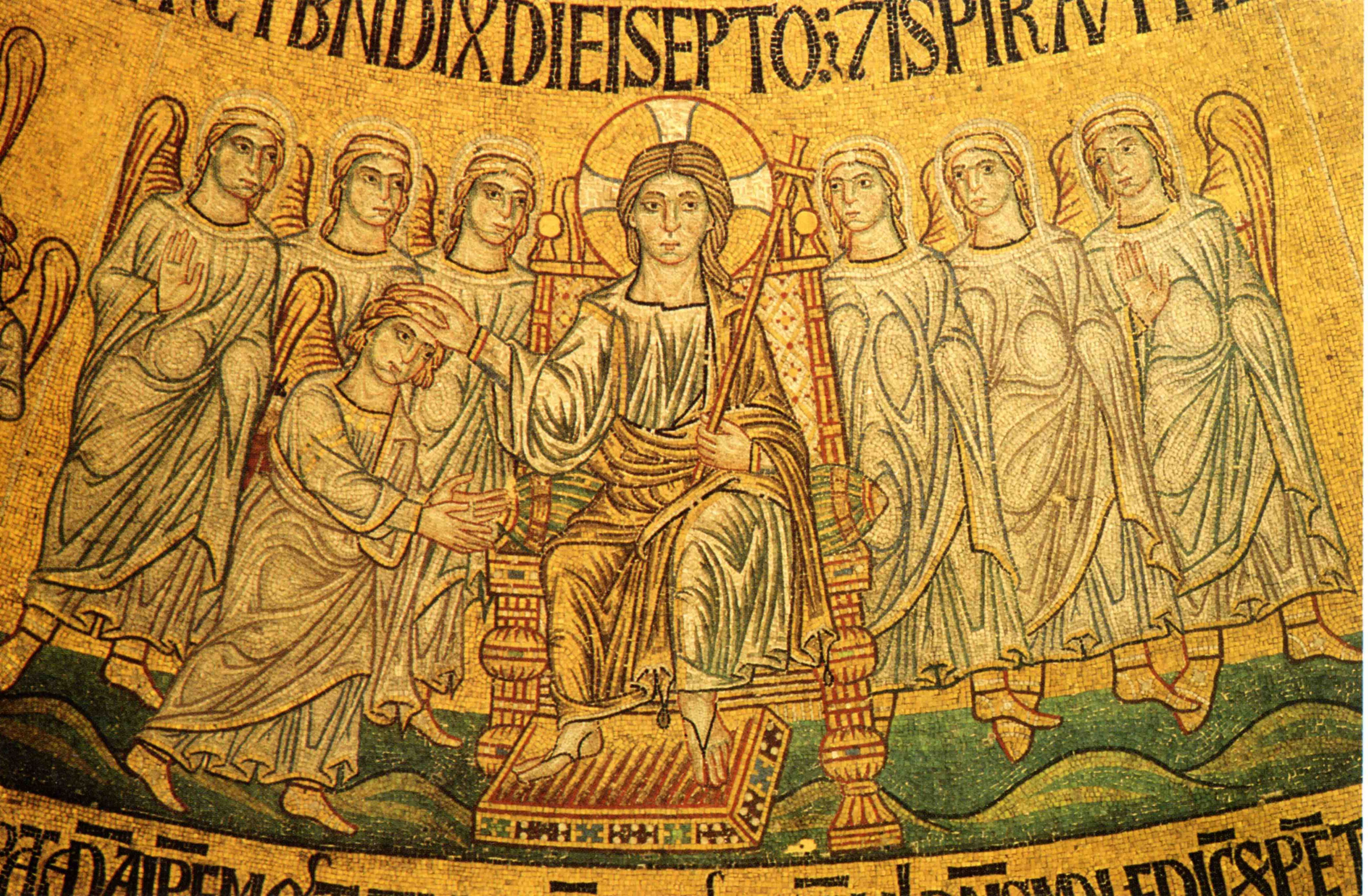
Благословение седьмого дня
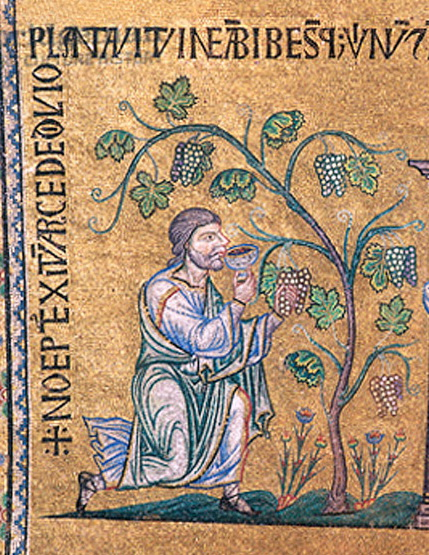
Ной-виноградарь
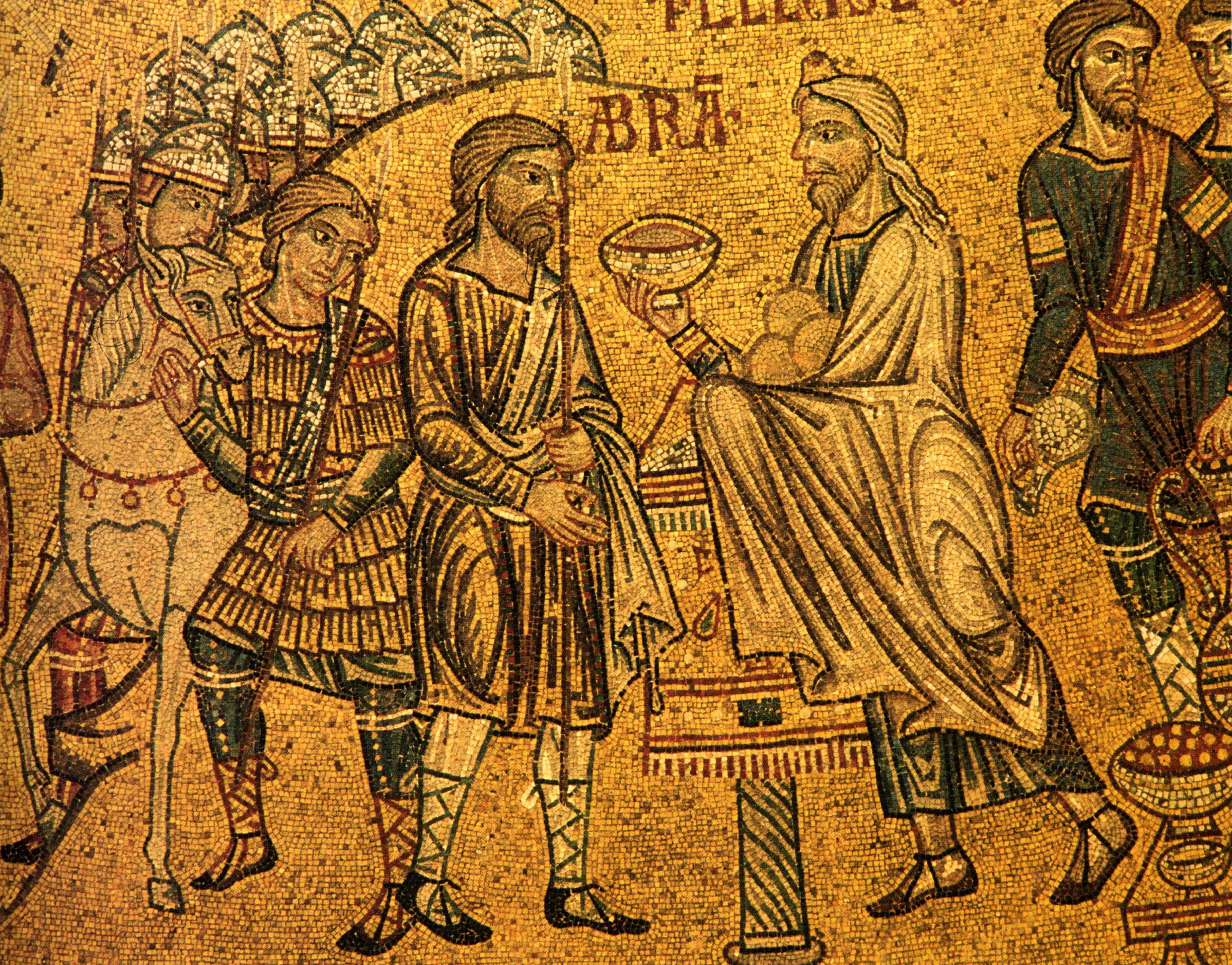
Встреча Авраама и Мелхиседека
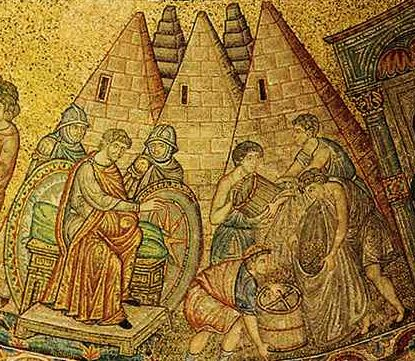
Иосиф распределяет зерно

### Мозаики интерьера

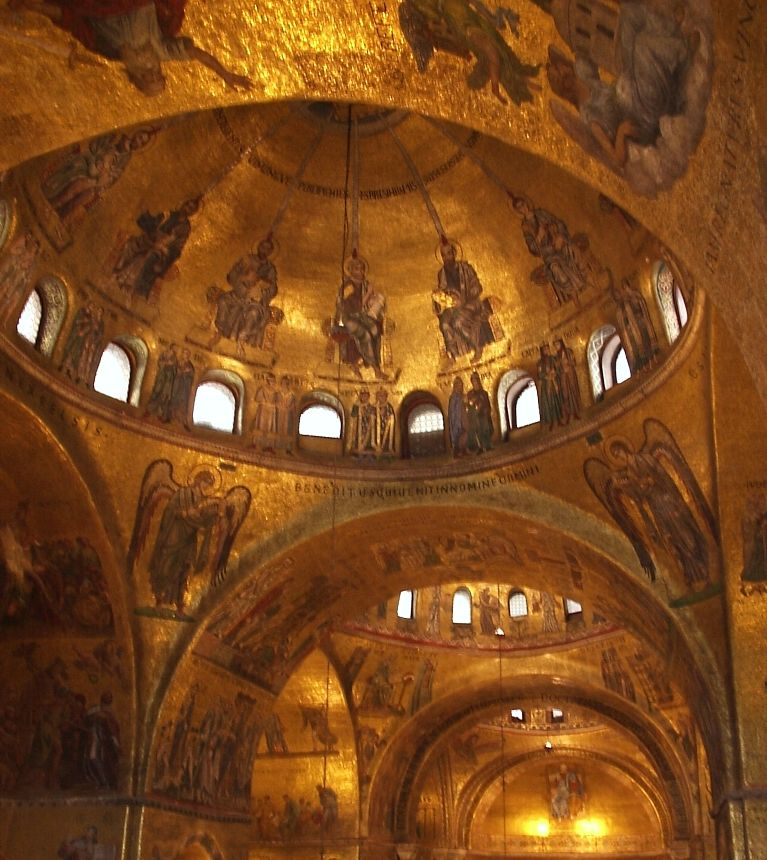
Интерьер собора
(купол сошествия Святого Духа)

Мозаики собора представляют собой логическое продолжение сюжетов нартекса, изображающего сцены ожидания Мессии. Внутри собора мозаики изображают сюжеты из земной жизни Иисуса Христа, Богородицы и апостола Марка. В люнете над центральным входом помещён Деисус, выполненный в византийской традиции, но фигура Иоанна Крестителя заменена святым Марком, покровителем города. В руках Христа Евангелие открытое на словах: «Я есмь дверь: кто войдет Мною, тот спасется» (Ин. 10:9). На стенах центрального нефа, примыкающих к центральному входу, изображены сцены из Откровения Иоанна Богослова.
- Мозаики центрального нефа

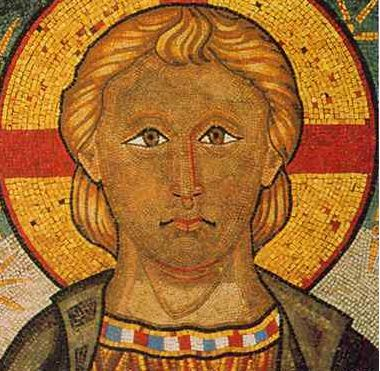
Христос Эммануил
(мозаика купола пресбитерия)

Цикл мозаик центрального нефа начинается с пресвитерия, где в куполе помещено изображение Богородицы в окружении пророков, показывающих ей свитки с текстами своих пророчеств о пришествии Мессии. Рядом с Марией стоит пророк Исаия, указывающий на изображённого в центре купола безбородого юношу, и произносит свои знаменитые пророческие слова: «се, Дева во чреве приимет и родит Сына, и нарекут имя Ему: Еммануил» (Ис. 7:14). Рядом помещена фигура царя Давида в пышных византийских одеждах, предрекающего царское происхождение Спасителя: «от плода чрева твоего посажу на престоле твоем» (Пс. 131:11).
Тема пророчеств о пришествии Христа продолжается на стенах центрального нефа, которые украшают десять мозаичных картин, созданных в XIII веке. На левой стене в полный рост изображён Христос Эммануил в окружении пророков Осии, Иоиля, Михея и Иеремии, а на правой Богородица с пророками Исайей, Давидом, Соломоном и Иезекиилем.
Свод над иконостасом украшен мозаикой, изображающей начало исполнения пророчеств. На нём изображены четыре композиции: Благовещение, Поклонение волхвов, Сретение и Крещение Господне. Эти мозаики были созданы в XIV веке по эскизам Тинторетто на месте разрушившегося более раннего мозаичного цикла.
- Мозаики трансепта

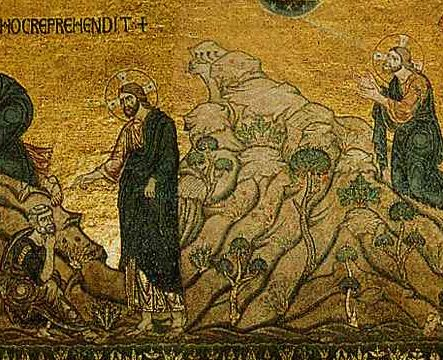
Моление о чаше

На стенах и сводах трансепта изображены многочисленные сцены новозаветной истории. Кроме отдельных композиций (искушение Христа, Вход в Иерусалим и другие) имеются и мозаичные циклы. К ним относятся: «чудеса Христовы» (изображены благодеяния Иисуса для больных, страдающих и грешных) и «Страсти Христовы». В страстном цикле особо выделяется мозаика «Моление о чаше», созданная в XIII веке, изображающая в отдельных клеймах все три моления Иисуса в Гефсиманском саду перед арестом.
На арках центрального купола расположены крупные мозаичные полотна, изображающие последние события земной жизни Иисуса Христа: распятие, сошествие во ад и Воскресение. Главный купол собора, расположенный на пересечении трансепта и центрального нефа украшен мозаикой Вознесение Христово. В центре купола на фоне звёздного круга изображена фигура Христа, сидящего на радуге, которую возносят вверх четыре ангела. Ниже по периметру расположены фигуры двенадцати апостолов и Дева Мария в окружении двух ангелов. Между окнами барабана центрального купола помещены шестнадцать женских фигур, олицетворяющих добродетели и блаженства. Из них выделяется фигура в царских одеждах, изображающая милосердие, её обрамляет надпись: «мать всех добродетелей».
Новозаветный цикл мозаик завершается куполом сошествия Святого Духа. В его центре на престоле уготованном изображён Святой Дух в образе голубя от которого огненные языки исходят на изображённых по кругу апостолов. Между окнами барабана купола помещены изображения различных народов, слушающих проповедь апостолов.

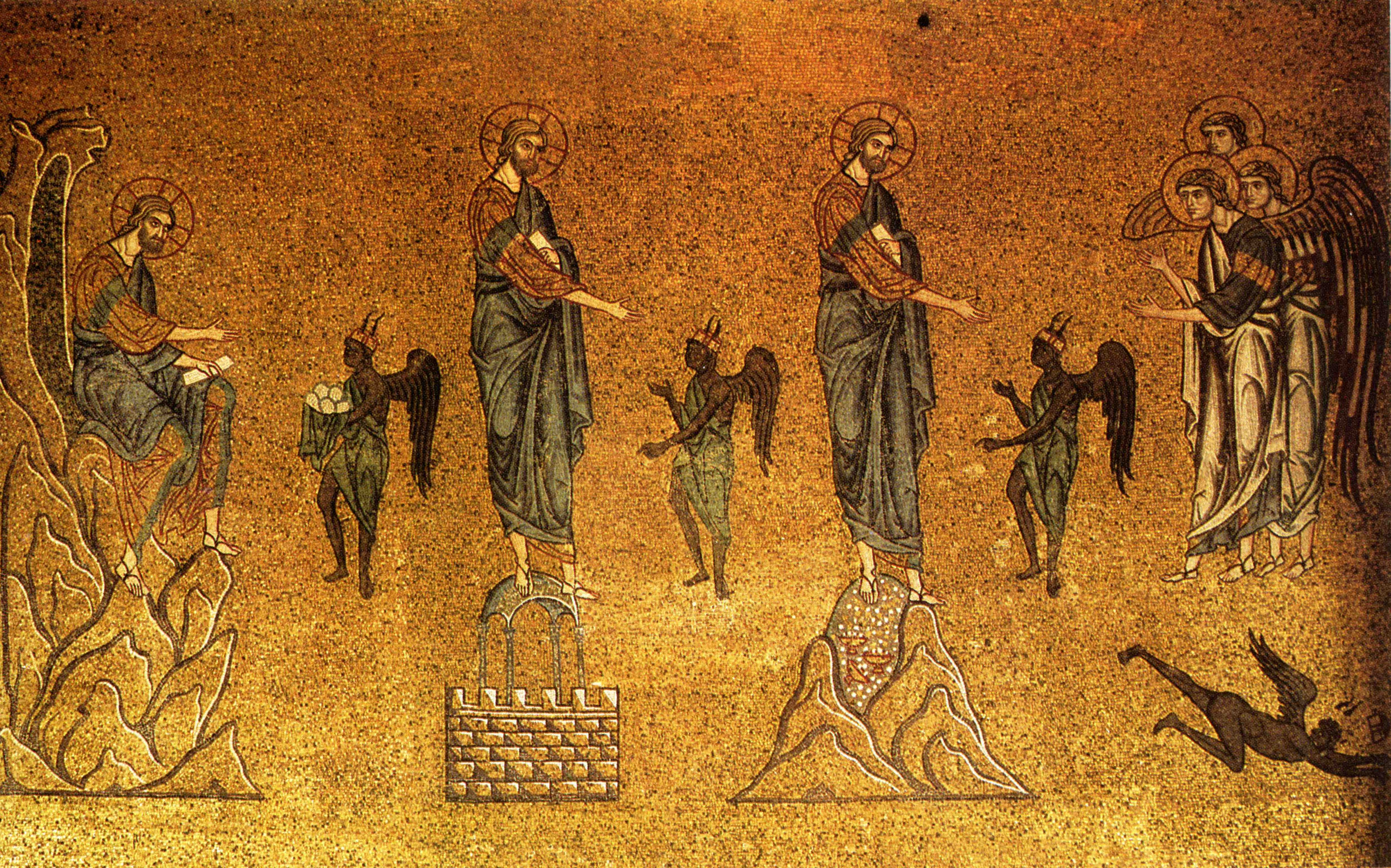
Искушение Христа
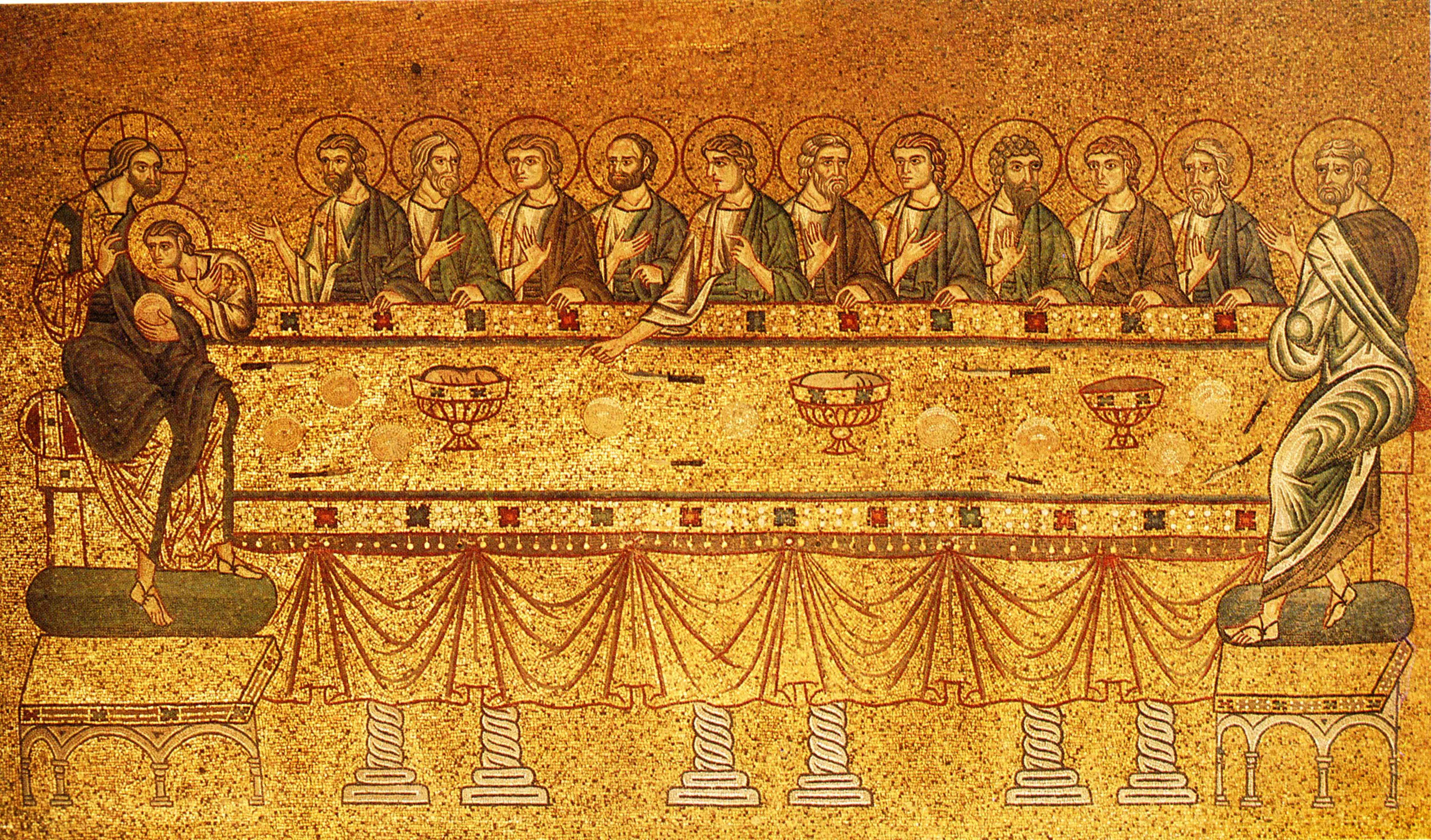
Тайная вечеря
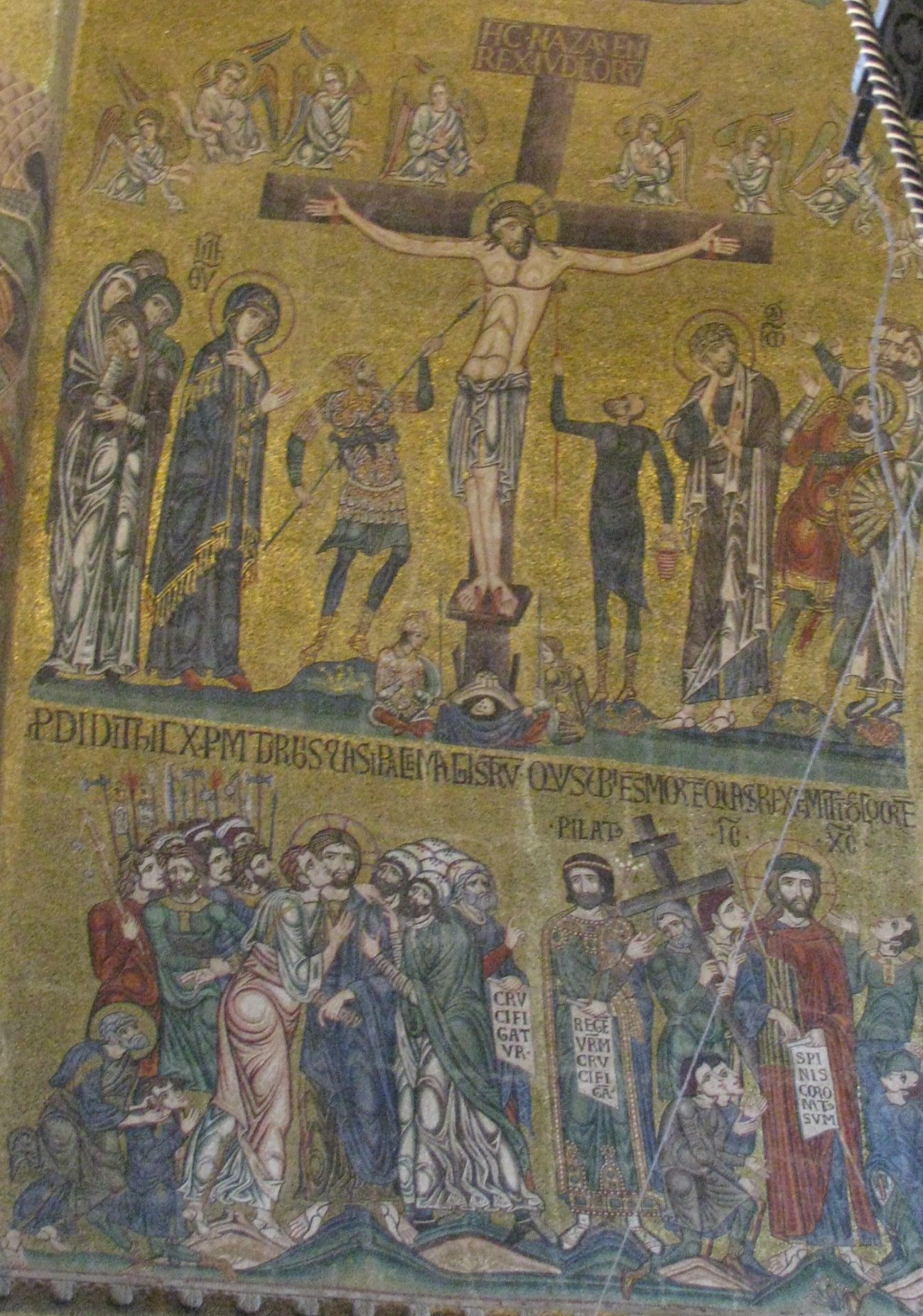
Страсти Христовы
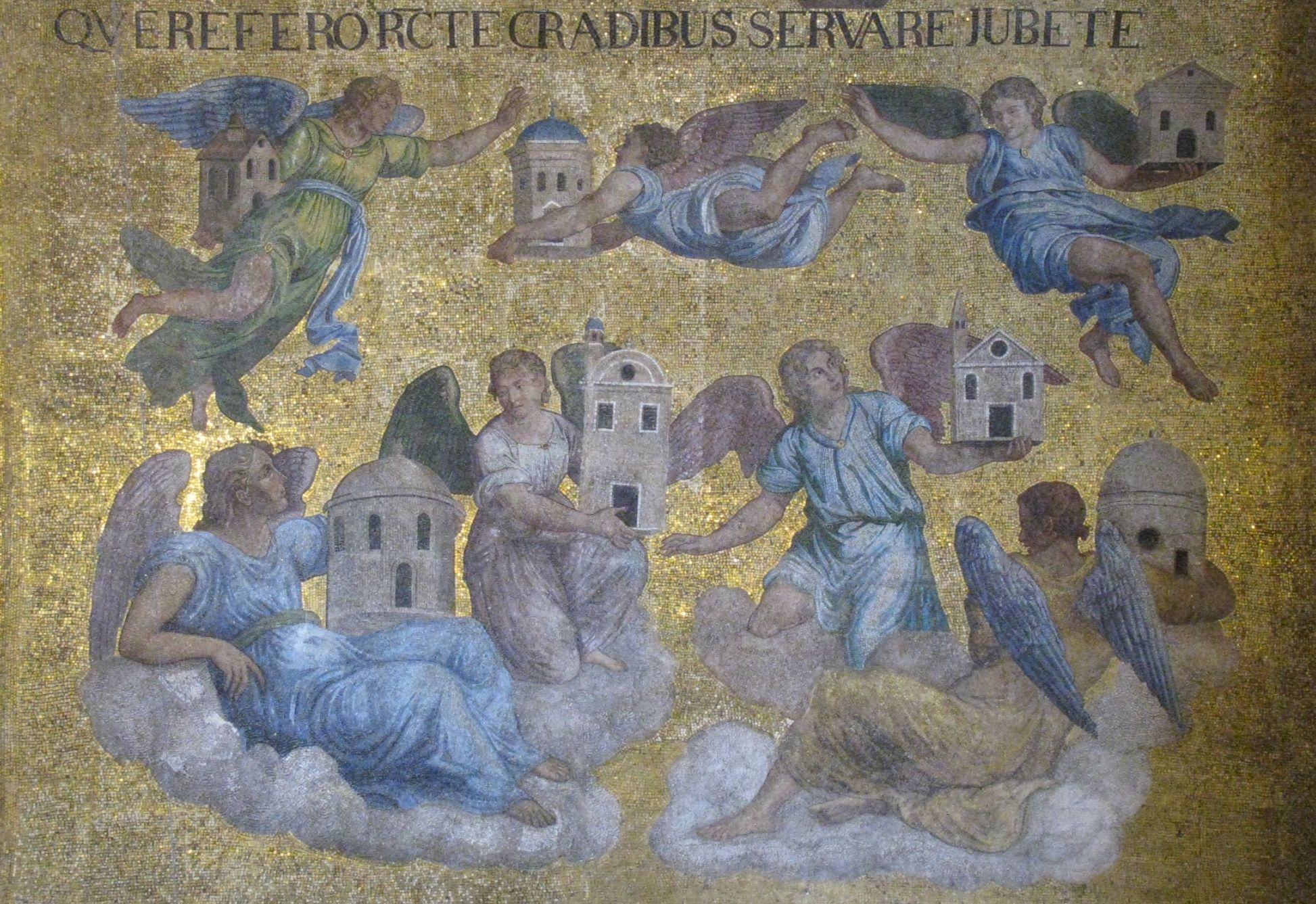
Ангелы семи церквей (из Апокалипсиса)

### Баптистерий

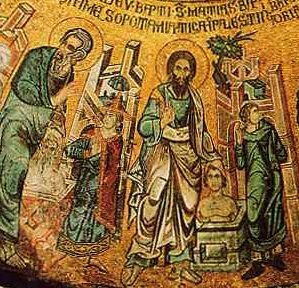
Крещение народов апостолами
(деталь мозаики центрального купола)

Баптистерий, находящийся в южной части собора, был построен в первой половине XIV века по распоряжению дожа Андреа Дандоло. В ходе реставрации в середине XX века было открыто, что изначально помещение баптистерия было частью нартекса. Стены баптистерия облицованы мрамором, а своды и люнеты украшены мозаикой в стиле венецианско-византийской готики. В готических гробницах, расположенных в баптистерии, находятся захоронения дожей Джованни Соранцо и Андреа Дандоло.
Мозаичный цикл баптистерия посвящён сюжетам из жизни Иоанна Крестителя: от благовещения Захарии до его мученической смерти по приказанию Ирода. В притворе баптистерия сцены из жизни Иоанна соединяются с эпизодами жизни Иисуса Христа, центральным изображением является сцена Крещения Господня.

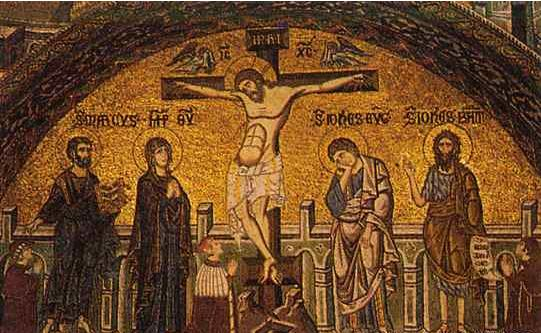
«Распятие Христово»
(мозаика люнета над алтарём)

В центре баптистерия установлена каменная купель, закрытая бронзовой крышкой с рельефами, созданной в середине XIV века по проекту Якопо Сансовино его учениками. В куполе, расположенном над ней, имеется мозаичное изображение двенадцати апостолов во время крещения ими различных народов. В центре композиции находится фигура Иисуса Христа, произносящего слова: «идите по всему миру и проповедуйте Евангелие всей твари. Кто будет веровать и креститься, спасен будет…» (Мк. 16:15-16). В куполе над алтарём баптистерия находится изображение райских кущей, в которых девять ангелов окружают поддерживаемого серафимами Христа. В люнете над алтарём помещена мозаика Распятие Христово, где дож Андреа Дандоло изображён у подножия креста как донатор.

### Капелла святого Исидора

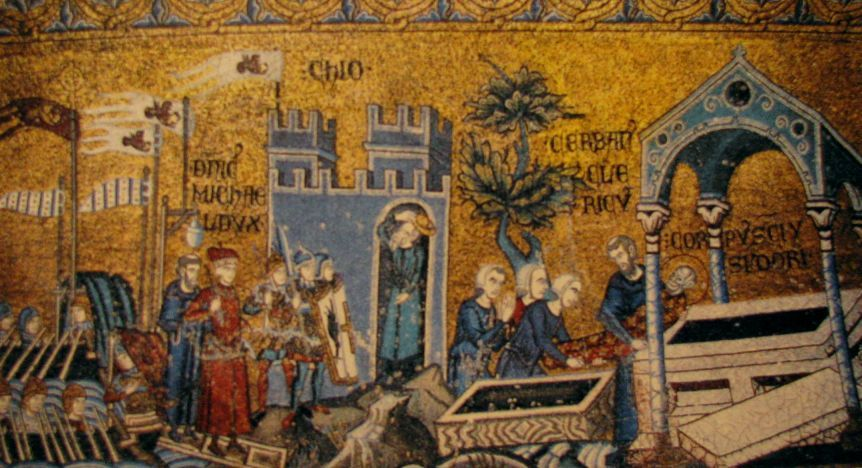
Перенесение мощей святого Исидора в Венецию
(мозаика капеллы святого Исидора)

Капелла расположена в северном трансепте собора. Её строительство было осуществлено в середине XIV века вместе с баптистерием, по указанию дожа Андреа Дандоло. Капелла посвящена ранехристианскому мученику Исидору Хиосскому, мощи которого в 1125 году при доже Доминико Микиеле, почитавшего святого не менее чем апостола Марка, были привезены венецианцами с острова Хиос. Мощи святого помещены в нише над алтарём капеллы, а мозаики свода изображают сцены из его жития, включая перенесение мощей в Венецию. В настоящее время в капелле святого Исидора проводятся будничные литургии.

### Сакристия
Сакристия (ризница) была пристроена к алтарной части базилики в 1486—1493 годах по проекту архитектора Джорджо Спавенто. Вход в неё осуществляется через капеллу апостола Петра. Помещение имеет прямоугольную форму, высокие своды, освещается тремя большими окнами, выходящими на канал Дворца дожей.
Стены сакристии облицованы резными панелями из древесины ореха, выполненными около 1550 года по рисункам Якопо Сансовино. Верхняя часть стен и своды в период между 1524 и 1530 годами были украшены мозаикой, эскизы которой приписываются Тициану Мозаика свода изображает большой крест из растительного орнамента в медальонах которого помещены изображения Иисуса Христа и четырёх евангелистов, люнеты украшены изображениями ветхозаветных пророков, предсказавших пришествие Христа.

### «Золотой алтарь»

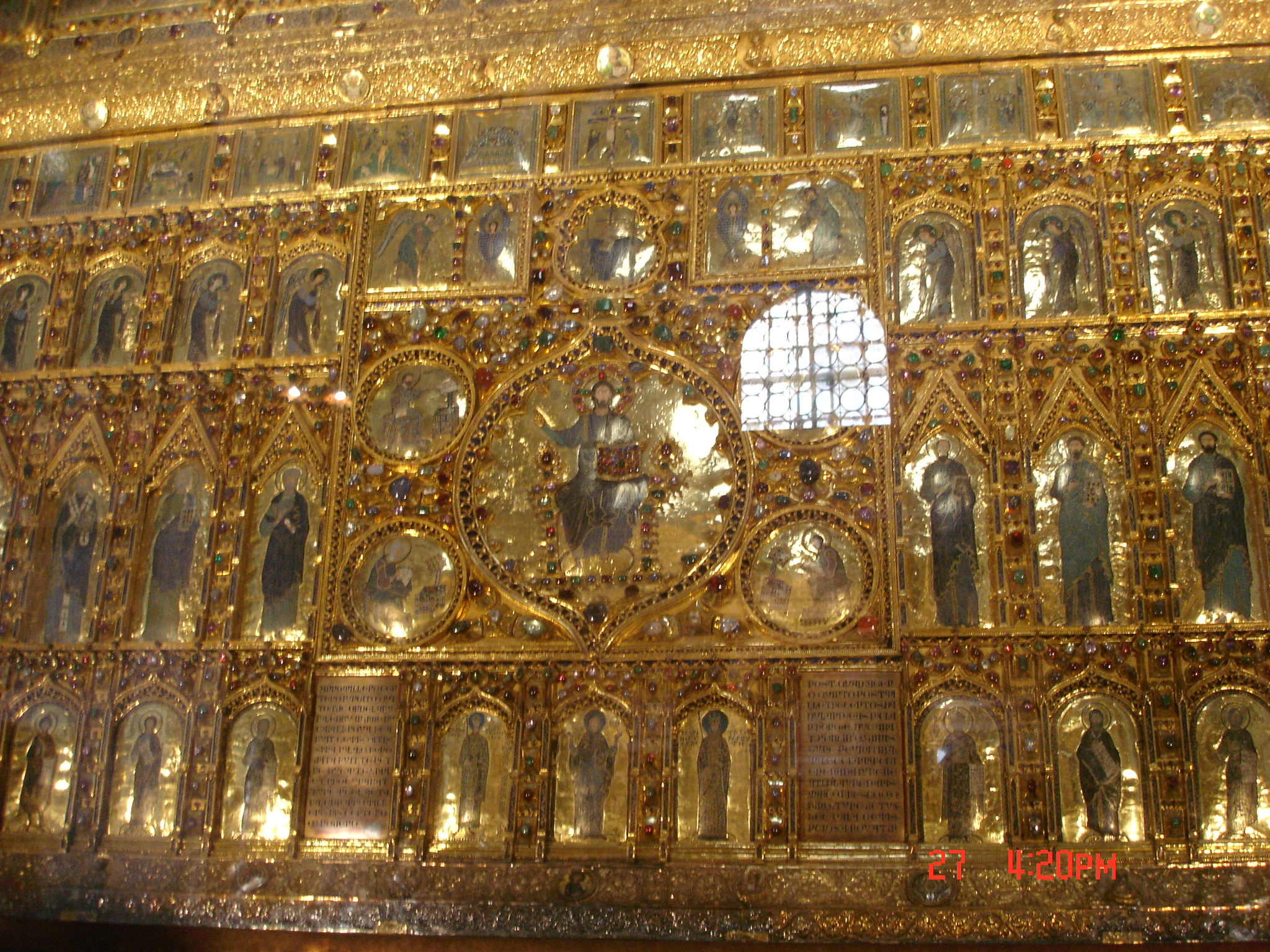
Фрагмент Пала д’Оро

Пала д’Оро (итал. Pala d'Oro — «золотой алтарь») — алтарный образ, установленный у главного алтаря базилики. Размеры алтаря составляют 3,34 на 2,51 метра. Миниатюры алтаря (около 250) выполнены в технике перегородчатой эмали византийскими мастерами в X—XII веках. Во время правления дожа Энрико Дандоло в 1204 году в ходе Четвёртого крестового похода из монастыря Пантократора в Константинополе в Венецию были привезены эмалевые пластинки, составляющие сейчас верхнюю часть алтаря. Нижняя часть алтаря была заказана в период правления дожа Пьетро Дзиани (1205—1229 годы) у византийских мастеров.
Современный вид Пала д’Оро приобрёл в 1343 году, когда дож Андреа Дандоло заказал ювелиру Джамбаттисте Бонесенья готическую раму из позолоченного серебра, украшенную двумя тысячами драгоценных и полудрагоценных камней. В эту раму были установлены эмалевые миниатюры, а сам алтарь помещён в мраморную дароносицу.
До середины XX века Пала д’Оро, считавшийся праздничным алтарём базилики, не находился в свободном доступе. Его открывали в торжественные моменты богослужения, в прочее время он закрывался будничным алтарным образом. В настоящее время Пала д’Оро расположен в алтарной части базилики (то есть развёрнутый в обратную сторону), обращённый по направлению к апсиде.

### Мадонна Никопея

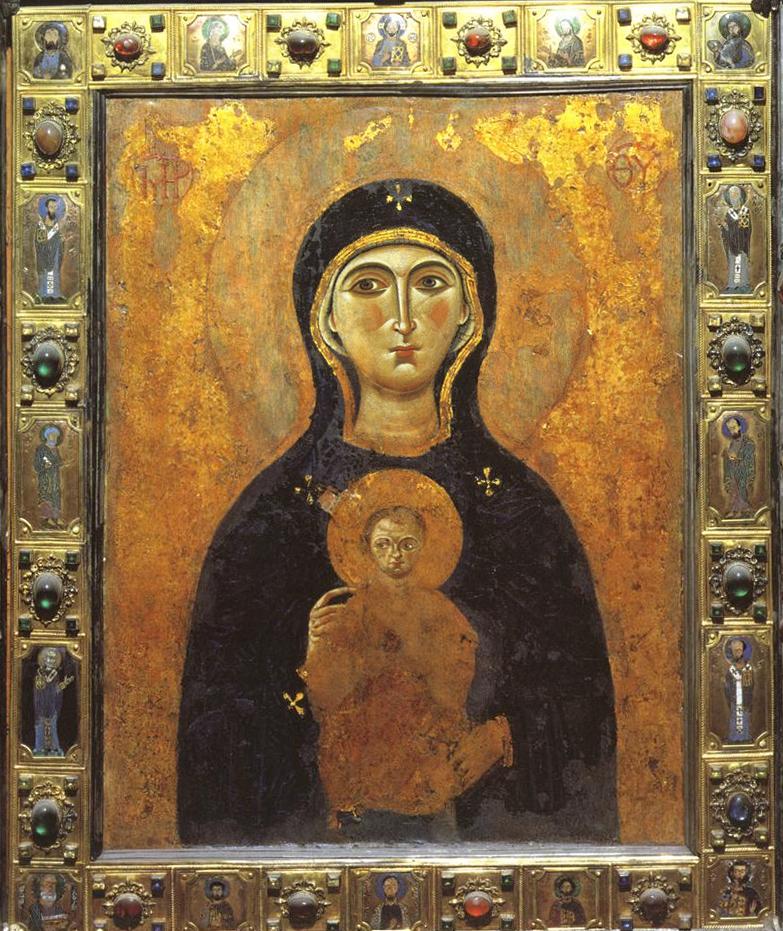
Мадонна Никопея. XI в. Дерево, темпера. Рама из золота с эмалями и драгоценными камнями

В левом трансепте храма находится капелла, посвящённая Мадонне Никопее (греч. Νικоροιός — Победоносная) с древнейшей византийской иконой XI века, представляющей Мадонну по пояс, держащей Младенца Иисуса обеими руками прямо перед собой. Икона упоминается в письменных источниках с 1617 года. Вероятно, была привезена из Константинополя после разграбления города в 1204 году.
В XIV веке икону вставили в раму с шестнадцатью византийскими эмалевыми вставками и драгоценными камнями. Икона и её название приобрели политическое значение c XVII века в качестве палладия Венеции, защищающего город от эпидемий и вражеских нападений.

## Сокровищница и музей Сан-Марко

Реликварий Животворящего Креста (Византия, X век)

Сокровищница собора расположена в помещениях, соединяющих храм с дворцом дожей. Вход находится в южном трансепте, дверь украшена мозаикой XIII века, созданной в память о пожаре 1231 года и изображает двух ангелов среди языков пламени, держащих уцелевший реликварий с частицей Животворящего Креста. Собрание сокровищницы состоит из многочисленных ларцов для хранения реликвий, потиров и прочей церковной утвари, привезённых с Востока или подаренных римскими папами. Самыми ценными объектами в сокровищнице являются предметы, привезённые венецианцами в качестве добычи после разграбления Константинополя в 1204 году.
В настоящее время в сокровищнице хранится 283 предмета. Это малая часть от прежней коллекции, которая серьёзно пострадала после падения в 1797 году Венецианской республики и разграблении собора, а также после вынужденной продажи в 1815—1819 годах жемчуга и драгоценных камней с целью получения средств для реставрации собора.
Музей Сан-Марко был основан в конце XIX века по инициативе Пьетро Саккардо для собрания предметов, связанных с историей собора. За период своего существования он неоднократно менял своё местонахождение в связи с ростом коллекции. В 2003 году музей Сан-Марко занял верхние помещения нартекса собора и ряд залов северного трансепта, через которые можно пройти в Банкетный зал дворца дожей.
В музее представлена экспозиция связанная с историей мозаичного убранства собора. В ней представлены фрагменты ранних мозаик собора (XI—XII века). К наиболее ценным экспонатам этого отдела относятся мозаики: жены-мироносицы (фрагмент мозаики положение во гроб) и избиение младенцев. В Банкетном зале дворца дожей размещена экспозиция музея с собранием драгоценных тканей, икон и старинных хоралов. Среди них выделяется серия шерстяных гобеленов фландрской мануфактуры, изображающих цикл Страстей Христовых. Среди живописных шедевров выделяется, написанный в технике византийской иконописи, будничный алтарь работы Паоло Венециано, созданный в середине XIV века по заказу дожа Андреа Дандоло.

## Общественная жизнь

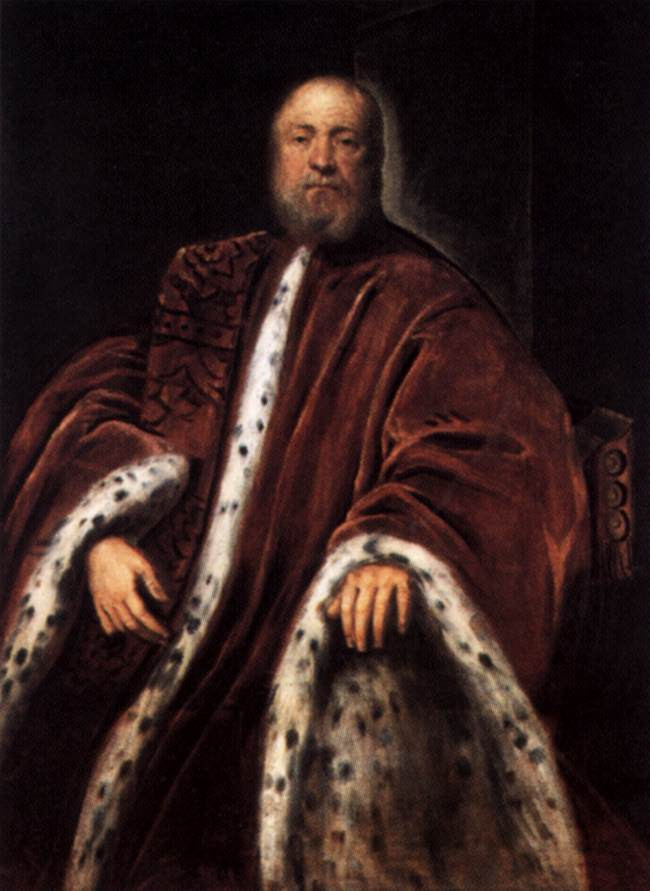
Тинторетто. Портрет неизвестного прокуратора св. Марка

### Прокураторы Святого Марка

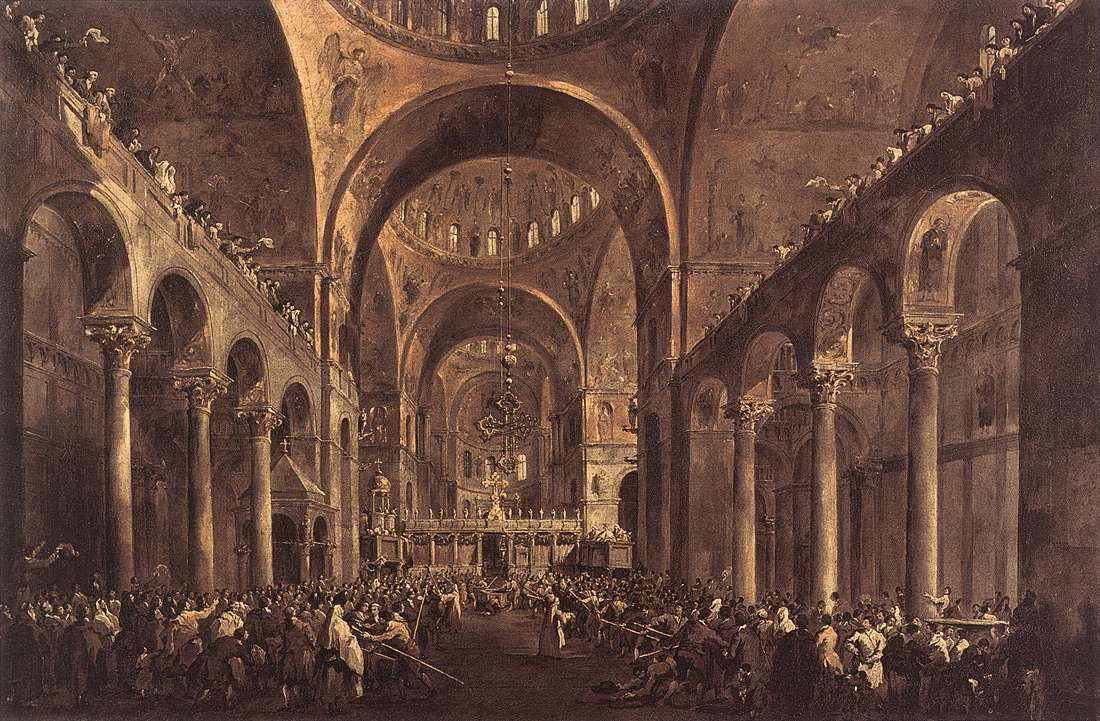
Дож Альвизе Мочениго предстаёт перед народом в соборе Святого Марка
(Франческо Гварди, 1763 год)

Должность прокуратора собора Святого Марка была одной из самых почётных и значимых в Венецианской республике. Достаточно сказать, что обычно из числа 12 прокураторов выбирался дож. Эта должность де-юре была исключительно почётной, связанной с общественной благотворительностью, и пожизненной. Прокураторы были обязаны смотреть за собором Святого Марка и за расходованием его казны. После того, как должность дожа перестала быть пожизненной, уйдя в отставку бывший глава государства мог продолжать свою службу в качестве прокуратора (они имеют высший авторитет в выборном совете государства).
Для прокураторов рядом с часовней на рубеже XV—XVI веков было построено здание, носящее название Старых Прокураций. Это длинное трёхэтажное арочное здание. Во второй половине XVI века на противоположной, южной, стороне площади построили здание Новых Прокураций, тоже трёхэтажное и похожее на первое.
После падения Венецианской республики институт прокураторов продолжил своё существование, занимаясь вопросами содержания собора Святого Марка. В 1931 году Прокурации были переименованы в Управление по строительству собора Святого Марка В функции управления входит надзор за состоянием собора, сохранностью его мозаик, проведение реставрационных работ.

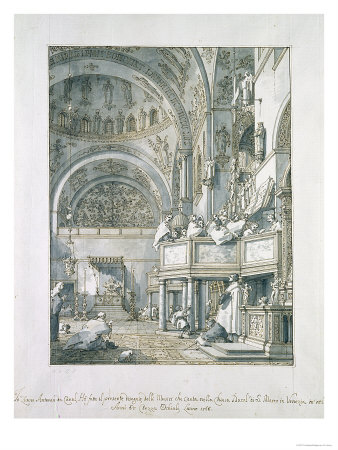
Каналетто. «Хор собора Святого Марка»
(литография, 1766 год)

### Музыка
Собор известен своей акустикой, чем привлекал многих крупнейших музыкантов и композиторов разных эпох. В стенах собора выступали Адриан Вилларт, Клаудио Меруло, Андреа (начинал свою карьеру певцом в соборе, а в 1566 году стал его органистом) и Джованни Габриели, Джованни Легренци, Лоренцо Перози. Известный композитор Монтеверди, переехав в Венецию, с 1613 года до конца жизни оставался на службе капельмейстером в соборе Святого Марка. Джованни Вивальди, отец Антонио Вивальди был скрипачом собора Сан-Марко. С 1490 года вторым органистом собора был композитор Франческо Ана. В середине XVI века официальным органистом собора был Джироламо Парабоско.
Особенностью исполнения музыки в соборе являлось то, что благодаря акустике можно было использовать множество мест для выступления. Кроме традиционного места двух церковных хоров на клиросе, где расположены два органа, музыканты и певцы размещались на кафедрах перед иконостасом, двух трибунах Сансовино в трансепте и других местах. Кроме того, в стенах собора с XVI века культивировалось антифонное пение (двумя или несколькими хорами попеременно) в виде т. н. разделённых хоров (итал. cori spezzati), в XVII веке этот стиль распространился из Венеции по всей Италии, а также в Германии и Австрии.

### Библиотека
Некоторое время, пока в XVI веке не началось строительство отдельного здания, в стенах собора размещалась Библиотека Святого Марка. Над украшением залов библиотеки трудились Паоло Веронезе, Франческо Сальвиати, Андреа Мельдолла и другие знаменитые мастера того времени. Часть библиотечного собрания была получена в дар от Франческо Петрарки.

## В искусстве

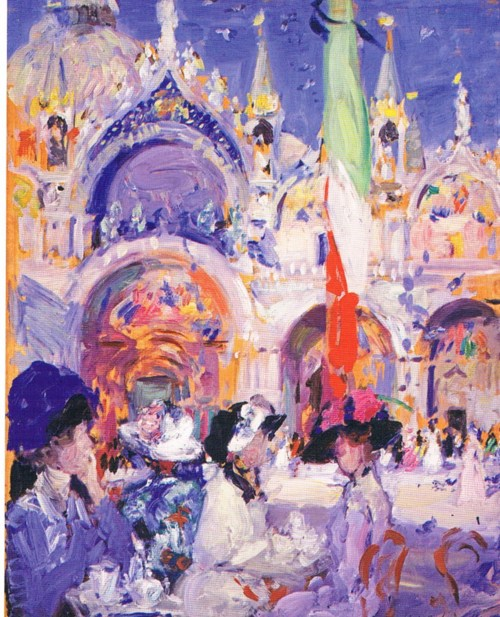
«Кафе Флориан»
(Фрэнсис Кэделл, 1910 год)

### Живопись
Изображение базилики встречается как на исторических картинах, посвящённых Венецианской республике, так и в романтических видах Венеции:
- Джентиле Беллини: «Процессия реликвии Святого Креста на площади Сан-Марко» (1496 год)
- Каналетто: «Piazza San Marco with the Basilica» (ок. 1730 года), «Capriccio: The Horses of San Marco in the Piazzetta» (1743 год)
- Франческо Гварди: «Дож Альвизе Мочениго предстаёт перед народом в соборе Святого Марка» (1763 год), «La Fiera della Sensa in Piazza San Marco», «Дож на переносном троне» (вторая половина XVIII века)
- Карло Грубач: виды Венеции — цикл работ (1840-е годы)
- Джеймс Уистлер: «Ноктюрн в синем и золотом. Собор Святого Марка в Венеции» (1879—80 годы)
- Огюст Ренуар: Площадь Сан Марко (1881 год)
- Валентин Серов: Площадь Святого Марка в Венеции (1887 год)
- Морис Брэзил Прендергаст: «Splash of Sunshine and Rain» (1899 год)
- Фрэнсис Кэделл: «Кафе Флориан» (1910 год)
- Константин Первухин: «Венеция. Площадь святого Марка» (1912 год)